# Émail de Limoges
Pour les articles homonymes, voir Limoges (homonymie).
L'émail de Limoges, ou Œuvre de Limoges (opus lemovicense en latin), est une technique de travail de l'émail, dite émail champlevé qui apparaît au milieu du XIIe siècle dans la ville française de Limoges. Après avoir connu un vif succès en Europe occidentale, elle disparaît au milieu du XIVe siècle.
Pendant le XIVe et le XVe siècle, l'orfèvrerie d'émaux translucides sur relief est un procédé que Limoges ne semble pas avoir beaucoup pratiqué.
Mais à la fin du XVe siècle, une nouvelle méthode d'utilisation de l'émail apparait en France : l'émail peint. Les émaux peints devinrent, comme en leur temps les émaux champlevés, le monopole des ateliers limousins.
Enfin, aujourd'hui encore, quelques créateurs perpétuent ou renouvellent une production d'émaux par des réalisations contemporaines. Ce savoir-faire est répertorié dans l'Inventaire du patrimoine culturel immatériel en France. Il a contribué à l'intégration de Limoges au Réseau des villes créatives UNESCO (catégorie « Artisanat et Arts populaires ») en 2017.

## Les différentes techniques
Durant tout le Moyen Âge, l'émail de Limoges repose sur l'usage de trois techniques : le champlevé, le pseudo-champlevé et le cloisonné tandis qu'à la fin du XVe siècle apparaît une nouvelle méthode d'utilisation de l'émail, l'émail peint.

### Les émaux en cloisonné

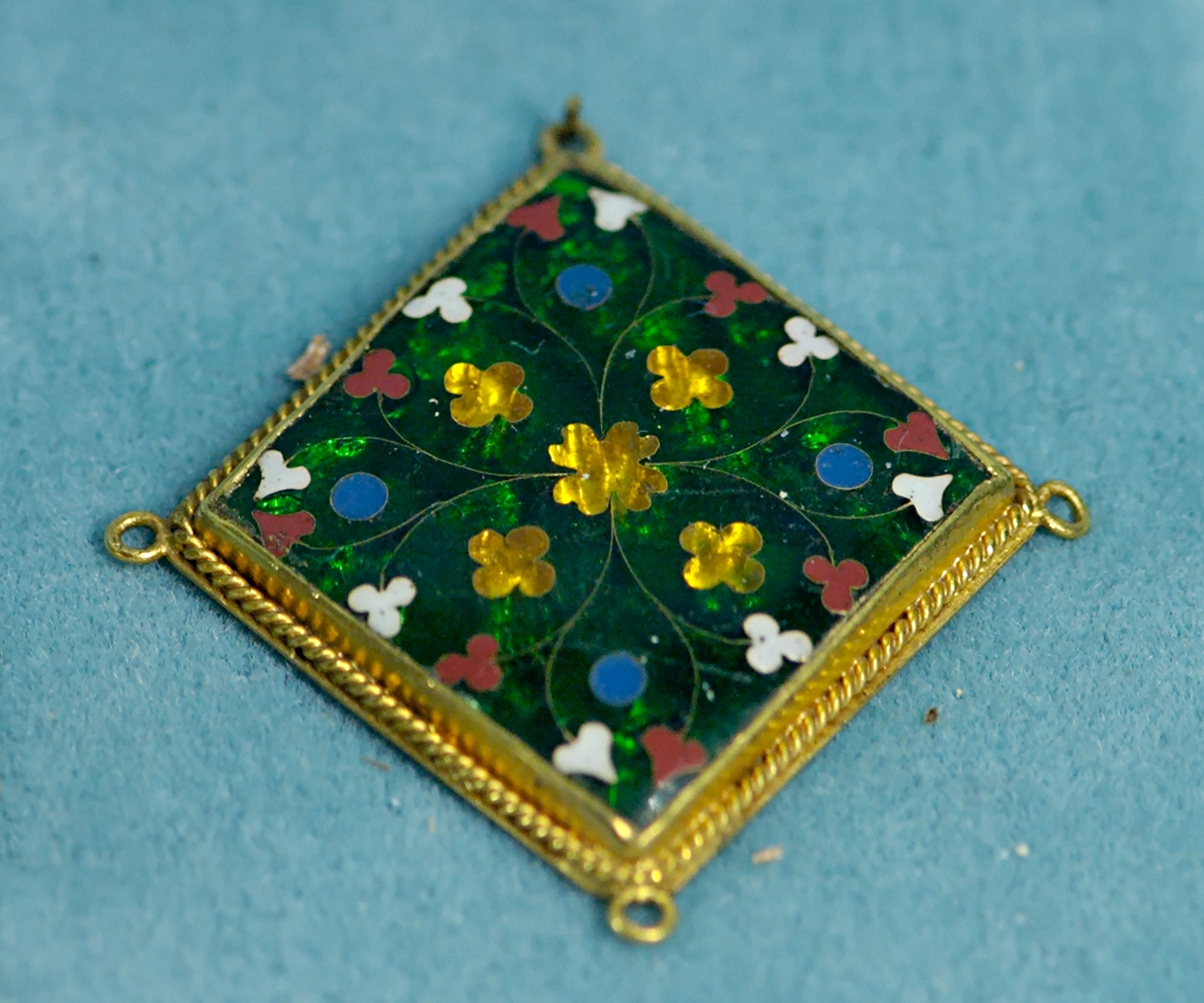
Émail de plique par Guillaume Julien ? (fin XIIIe siècle, Musée de Cluny).

L'émaillerie cloisonnée est d'origine orientale et précède celle des champlevés. Elle s'étend environ du Ve au XIVe siècle.
L'émaillerie cloisonnée se fait sur des plaques de métal dont on retrousse les bords de façon à retenir la poudre d'émail qu'on y versera. Pour séparer les poudres diversement colorées (par les oxydes métalliques), on commence par disposer de petites bandes de métal que l'on soude sur le fond après les avoir contournées et disposées de façon à suivre le trait du dessin que l'on veut produire, et de façon à séparer l'une de l'autre les différentes teintes d'émail. Ces cloisons jouent le même rôle que les châssis de plomb dans les vitraux. Dans les compartiments ainsi formés, on verse l'émail pulvérisé et mêlé de tel ou tel oxyde suivant la coloration à donner à la partie cerclée par la cloison.
On place le tout sur une feuille de tôle, protégée et couverte par une sorte de cloche ou chape percée de petits trous dont les ébarbures sont au dehors (de façon à empêcher les souillures par les cendres). Quand la chaleur a fait entrer les émaux en fusion, on retire la pièce du four, mais en évitant un refroidissement trop prompt qui produirait des accidents dans l'émail. Là où l'émail a baissé, on remet une seconde couche de poudre et on répète les opérations précédentes. Le polissage amène ensuite l'arasement de l'émail et des cloisons.
Il existe des dérivés de cette technique. Le cloisonné dit « à jours » (ou « plique-à-jours ») en est un : les alvéoles sont collées sur un support en cuivre fin qui est ensuite dissous avec des acides. Il n'y a donc pas de fond et cela permet des effets de transparence.

### Les émaux champlevés

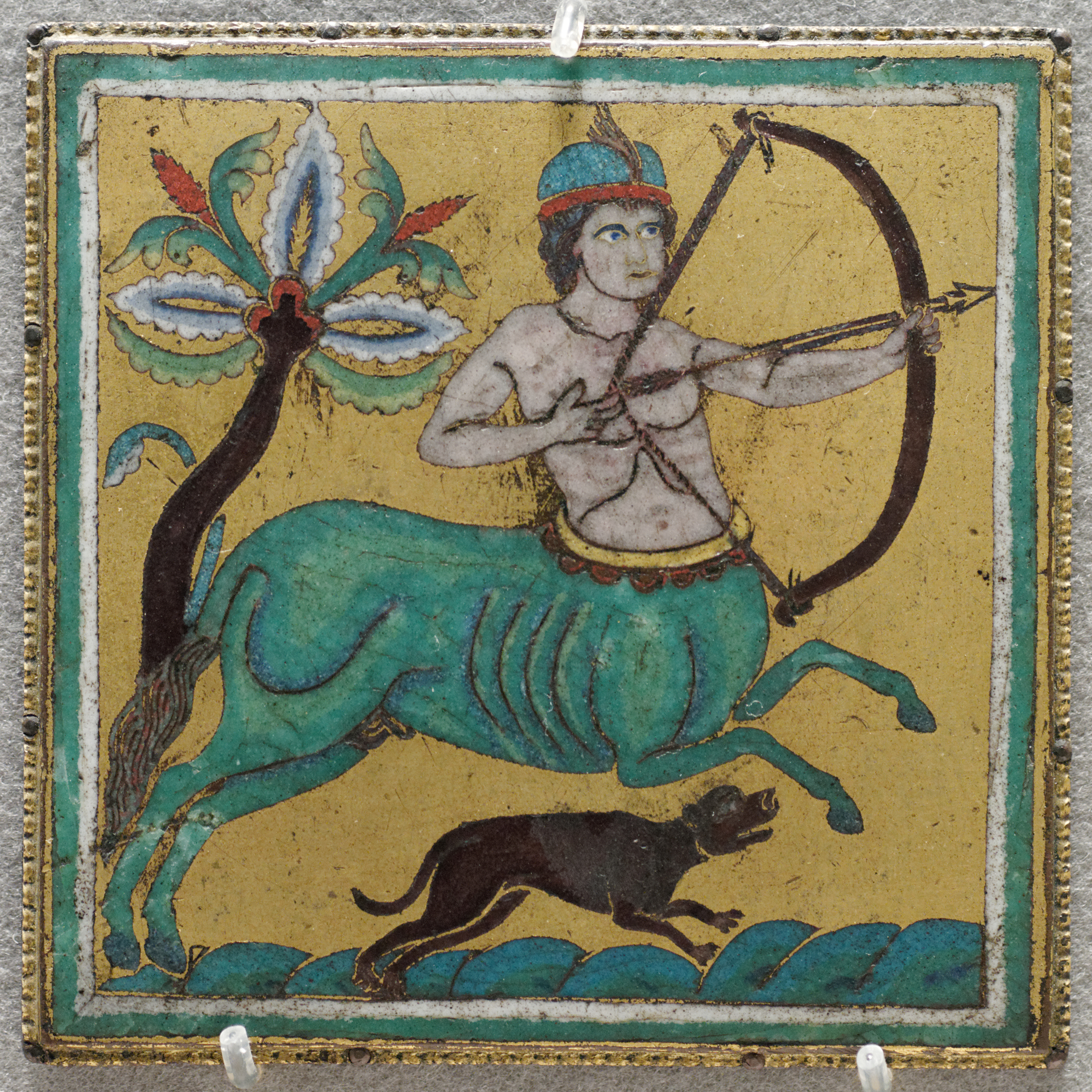
Plaque au Centaure (1160–1170, Musée du Louvre).

D'abord, l'orfèvre martèle des feuilles ou plaques de cuivre jusqu'à obtenir une épaisseur de quelques millimètres. Il creuse ensuite au burin et à l'échoppe — selon la technique du champlevé — des alvéoles d'environ un millimètre d'épaisseur.
Alternativement, l'artiste peut utiliser deux plaques soudées l'une à l'autre : la plaque supérieure est découpée alors que celle du dessous sert de support — c'est le pseudo-champlevé. Il est possible d'ajouter dans ces alvéoles des rubans de cuivre qui forment le dessin — c'est le cloisonné.
Les alvéoles sont ensuite remplies de poudre de verre, obtenu en pilant au mortier.
Le verre lui-même est obtenu à partir de sable ou de quartz additionné de fondants alcalins (cendres végétales ou natron) destinés à abaisser la température de fusion. Dans la très grande majorité des œuvres, l'artiste a utilisé du verre au sodium, comme le faisaient les verriers romains : il présente la particularité d'être plus stable que le verre au potassium, utilisé abondamment dans les vitraux de l'époque.
La plaque est ensuite mise au four : une fois le verre fondu, la température est abaissée graduellement. Le cuivre possédant un coefficient de dilatation proche du verre, la pièce refroidit harmonieusement. La surface est ensuite polie, nettoyée puis dorée avec un mélange d'or et de mercure.

### Les émaux peints

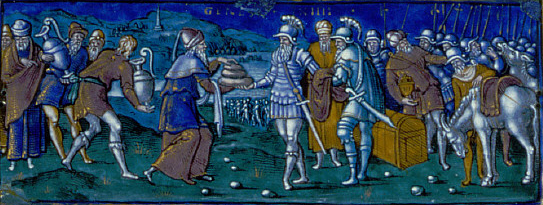
Plaque émaillée de l'école de Pierre Courteys (vers 1580, Saint Louis Art Museum).

Les premiers émaux peints sont exécutés au moyen d’émaux de couleur sur un émail qui, étendu sur une plaque de cuivre, sert de support. Ce sont plutôt des peintures sur verre que des émaux translucides.
Aussi n’est-il pas étonnant de trouver à l’origine de la peinture en émail les verriers de Murano, en Italie et les peintres de vitraux de Limoges. Mais, tandis qu’en Italie l’émail peint ne fit pas de progrès, il subit à Limoges de nombreux perfectionnements.
Alors que beaucoup d’artistes italiens peignaient leurs émaux sur argent, les émailleurs limousins adoptèrent le cuivre en minces feuilles, moins coûteux et par suite, d’une vente plus facile. Le caractère commercial est en effet très accentué dans les premiers produits sortis des ateliers de Limoges.
Le procédé peut varier selon le résultat qu'on veut obtenir. D'une manière générale, à chaque couleur correspondent une couche d'émail et une cuisson ; les contours sont faits à l'aiguille, l'artiste grattant finement la couche claire supérieure jusqu'à ce qu'apparaisse le fond plus sombre.

#### Techniques

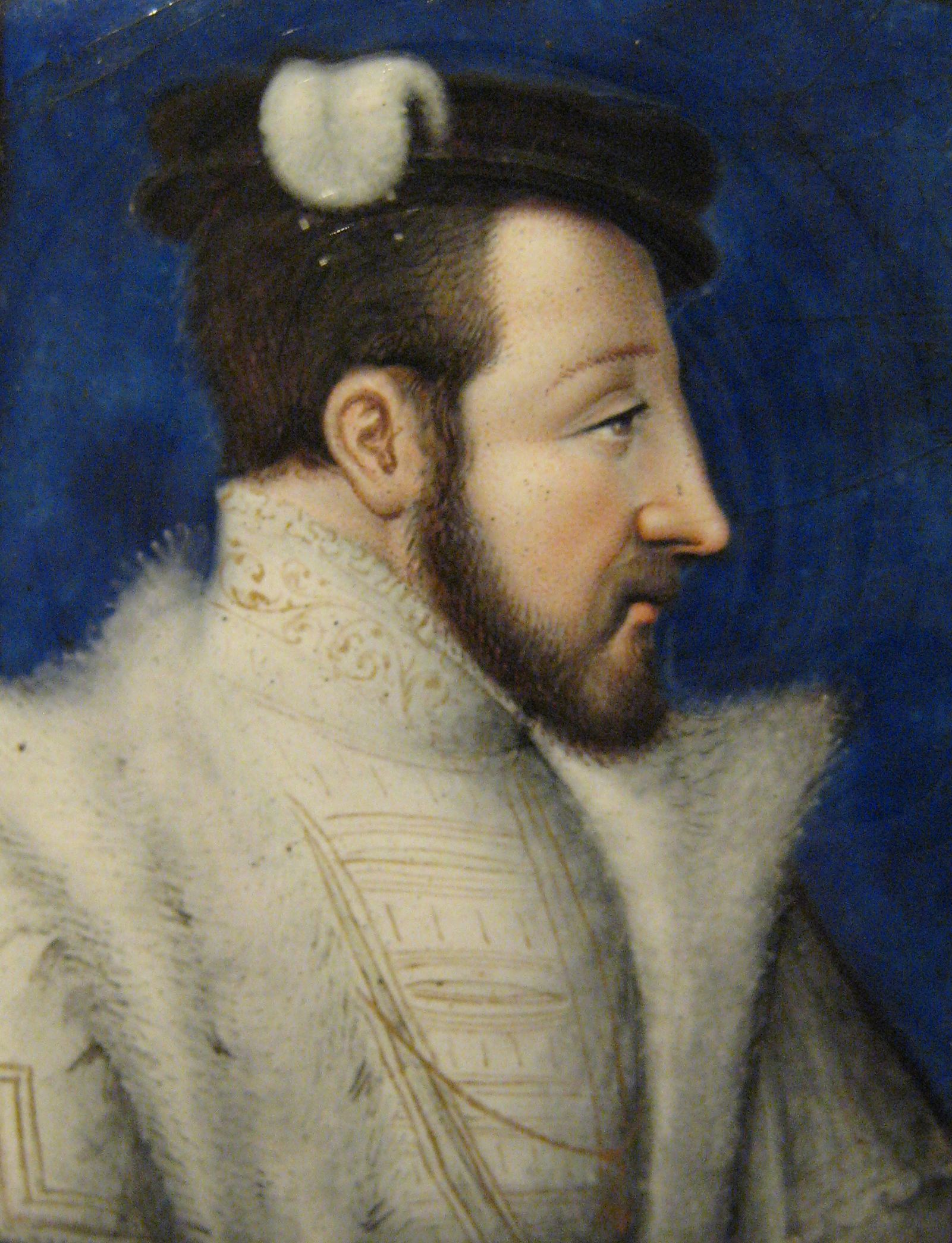
Henri II, émail de Léonard Limosin, vers 1555-1560, Metropolitan Museum of Art.

Apparue au XVe siècle, la technique de l'émail peint sur cuivre, qui marque la disparition progressive de celle de l'émail champlevé - lequel consiste à enlever du cuivre pour y incruster de l’émail -, atteint au XVIe siècle un niveau d'excellence qui lui permet de rivaliser avec la peinture. L'émailleur appose sur une plaque de cuivre des couches d'émail colorées par des oxydes métalliques : chaque couleur nécessite une cuisson spécifique. Les effets chromatiques et lumineux séduisent les collectionneurs qui apprécient ces pièces raffinées et délicates, témoignant de l'excellence technique des émailleurs.

#### L'éclat de l'émail peint sur cuivre
Les rois Louis XII, François Ier et Henri II, quelques aristocrates fortunés comme le connétable Henri de Montmorency-Bouteville, amateur de ce type de production, en assurent la renommée et favorisent les carrières de personnalités artistiques : Le prétendu Monvaerni, le maître de Louis XII, Nardon, Jean Ier et Jean II Pénicaud, Colin Nouailher, Martin Ydeux, Léonard Limosin, Pierre Reymond, Pierre Courteys, etc.
Alors que les premières pièces, au début du XVe siècle, sont encore de dimensions modestes et d'ambitions picturale assez limitée, celles de la fin du XVIe siècle sont d'une qualité exceptionnelle : les portraits de Léonard Limosin sont considérés, de l'avis de tous les spécialistes, comme de véritables chefs-d'œuvre. C'est à cette production de la seconde moitié du XVIe siècle qu'appartiennent les œuvres de Colin Nouailher, parfois prénommé Couly, membre d'une importante dynastie d'émailleurs, et qui se fit une spécialité d'objets en grisaille ou de plaques polychromes représentant volontiers des scènes de l'iconographie religieuse.

## Historique

### Le Moyen Âge

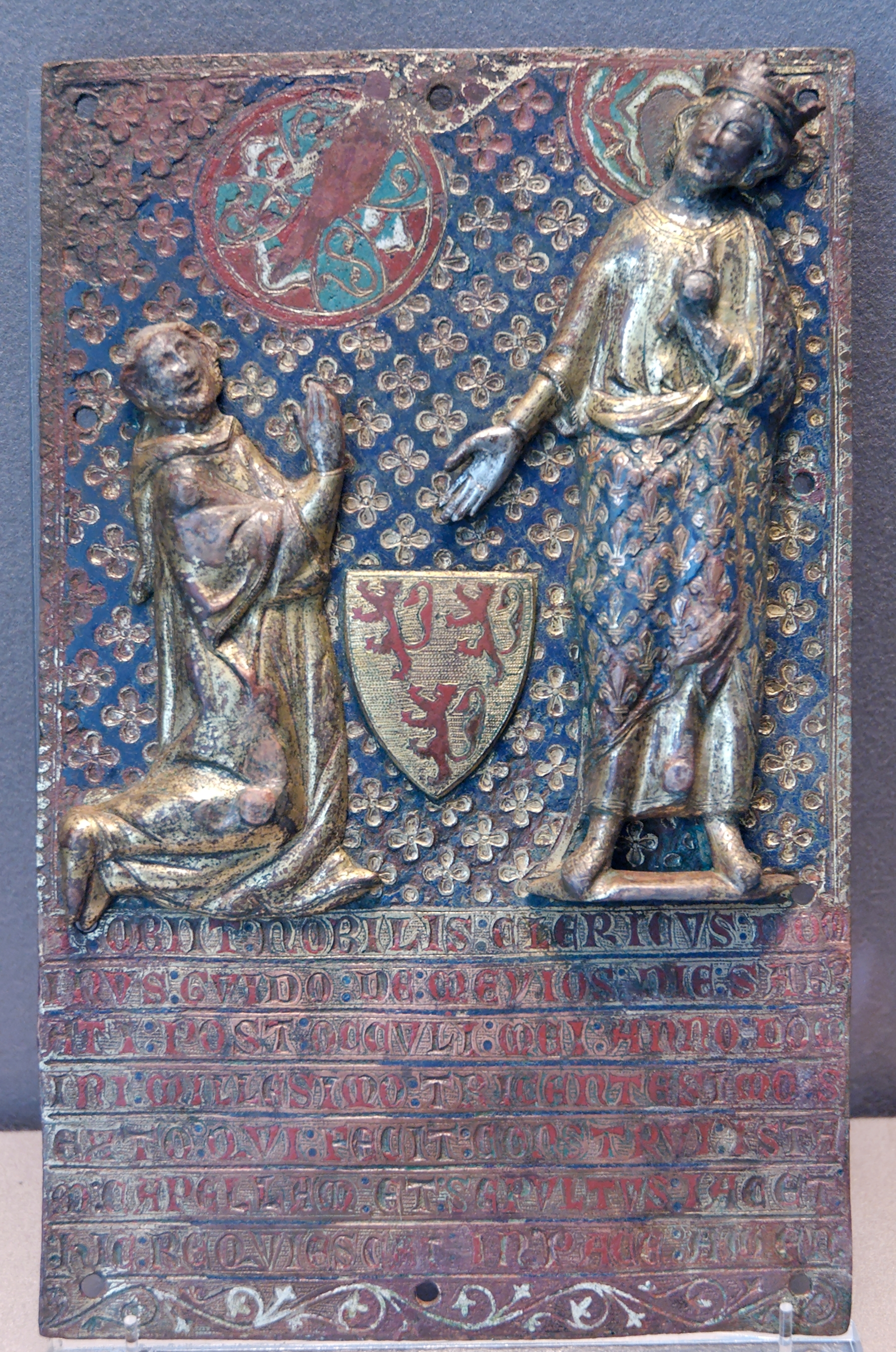
Plaque funéraire de Guy de Mejos (1307, Musée du Louvre).
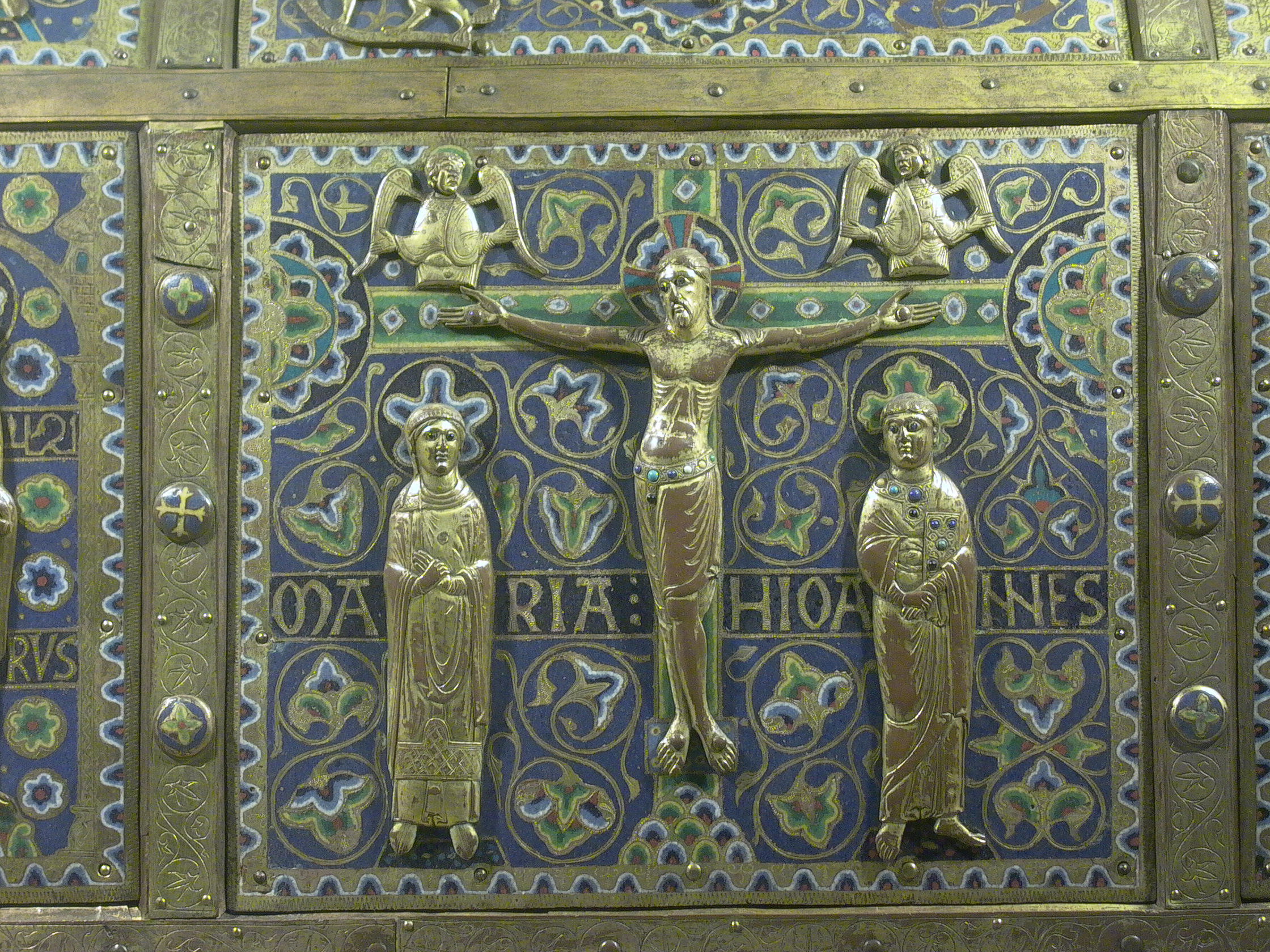
Panneau de la châsse de saint Calmin (fin XIIe siècle, Abbaye de Mozac).
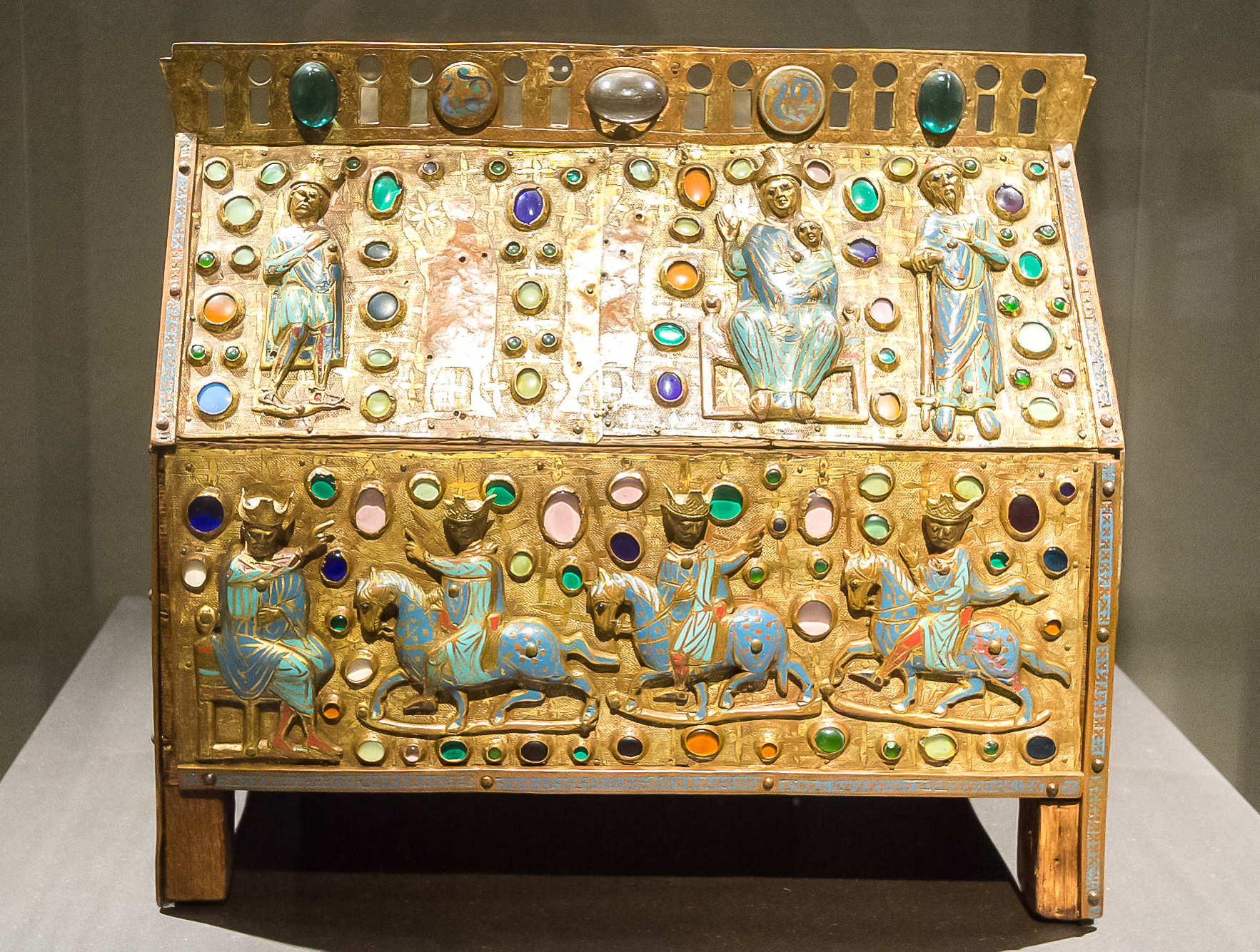
Châsse des rois mages par le maître des grosses étoiles (vers 1225, Musée national du Danemark).
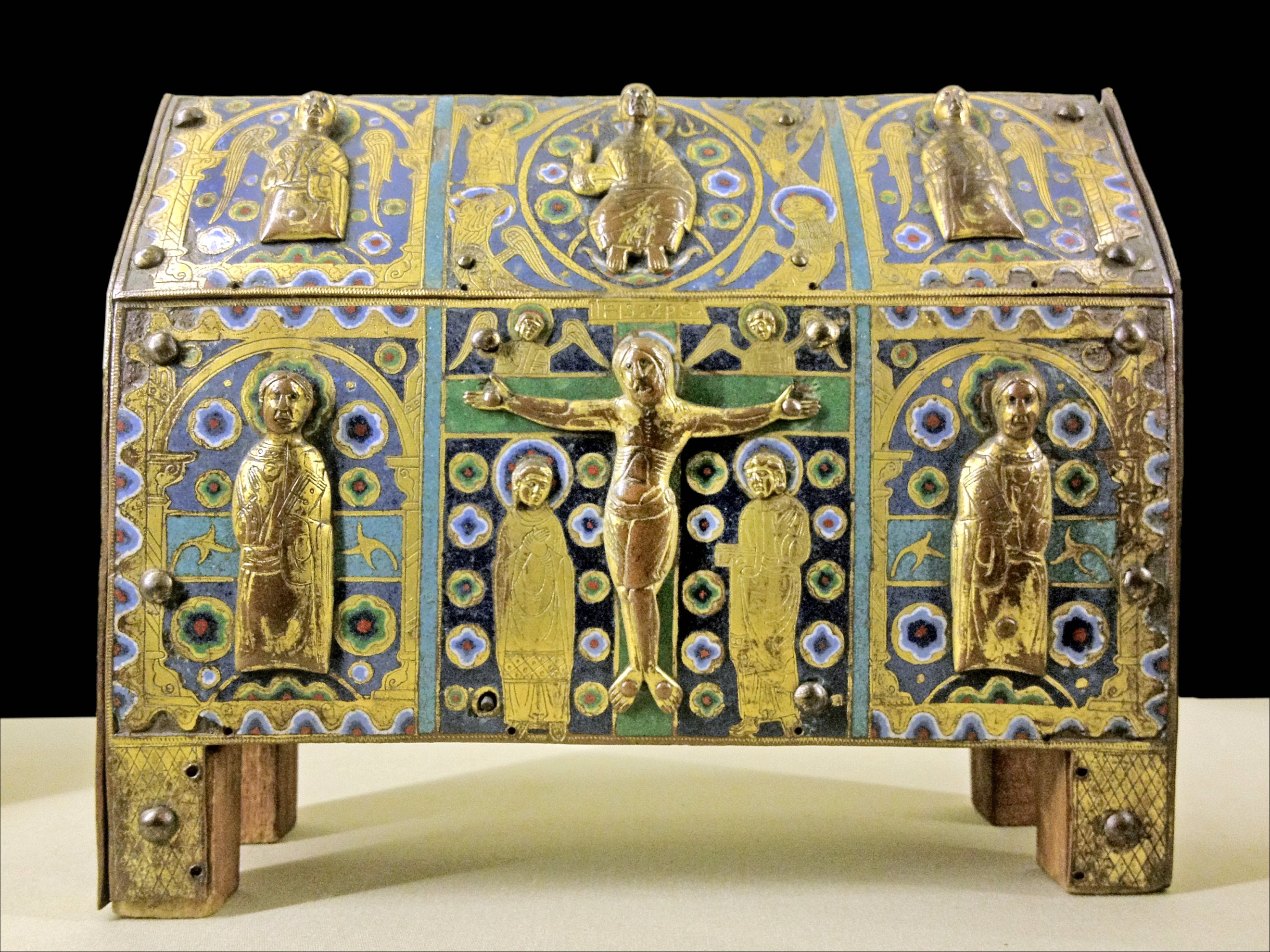
Châsse représentant la Crucifixion (début XIIIe siècle, Musée de Cluny).
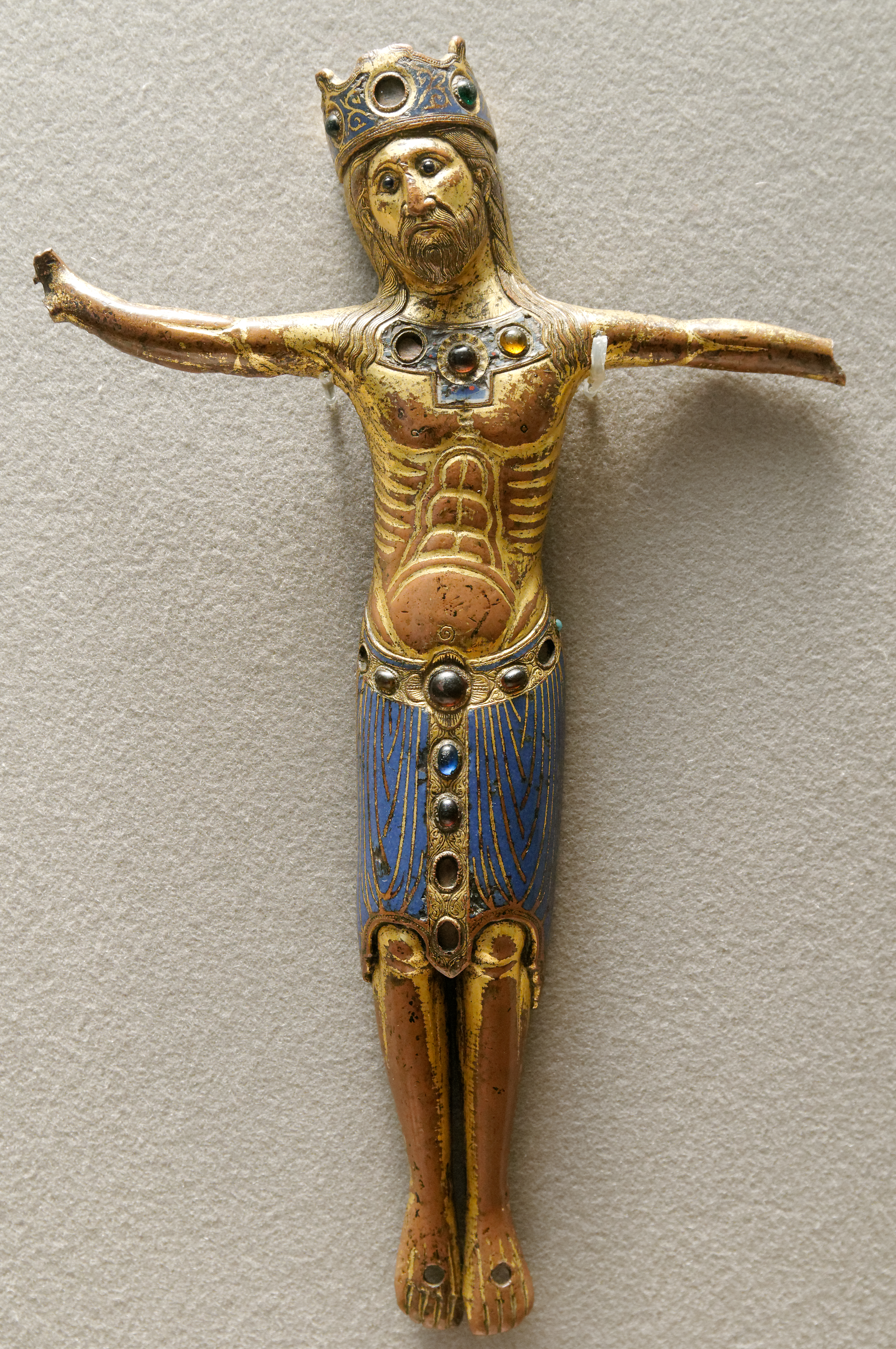
Christ sur la croix (fin XIIe siècle, Musée du Louvre).
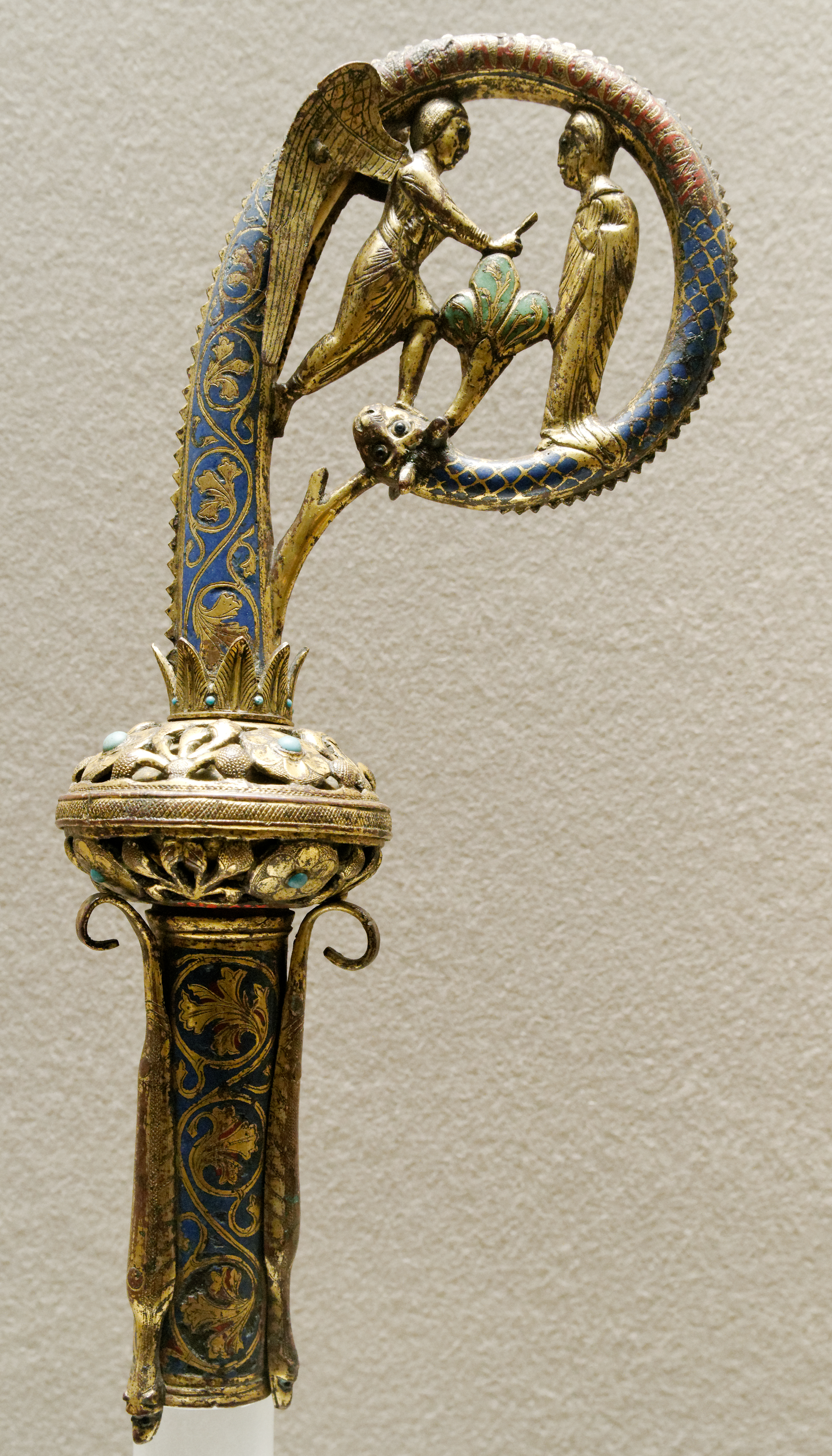
Crosse de l'Annonciation (début XIIIe siècle, Louvre).
Pyxides (vers 1200/1209, Musée du couvent Sainte-Catherine d'Utrecht)
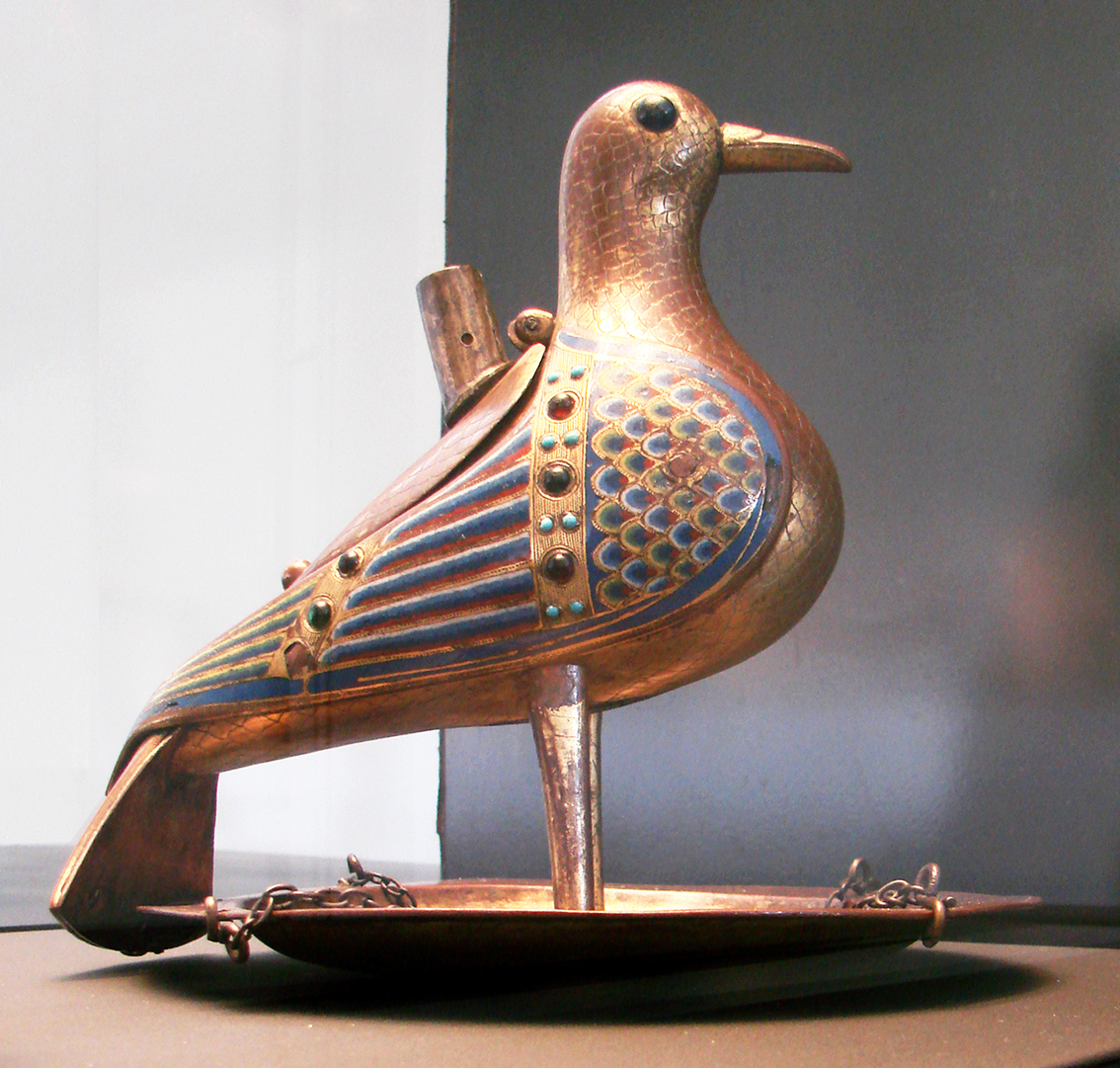
Colombe eucharistique (1210-1220, Musée de Picardie).

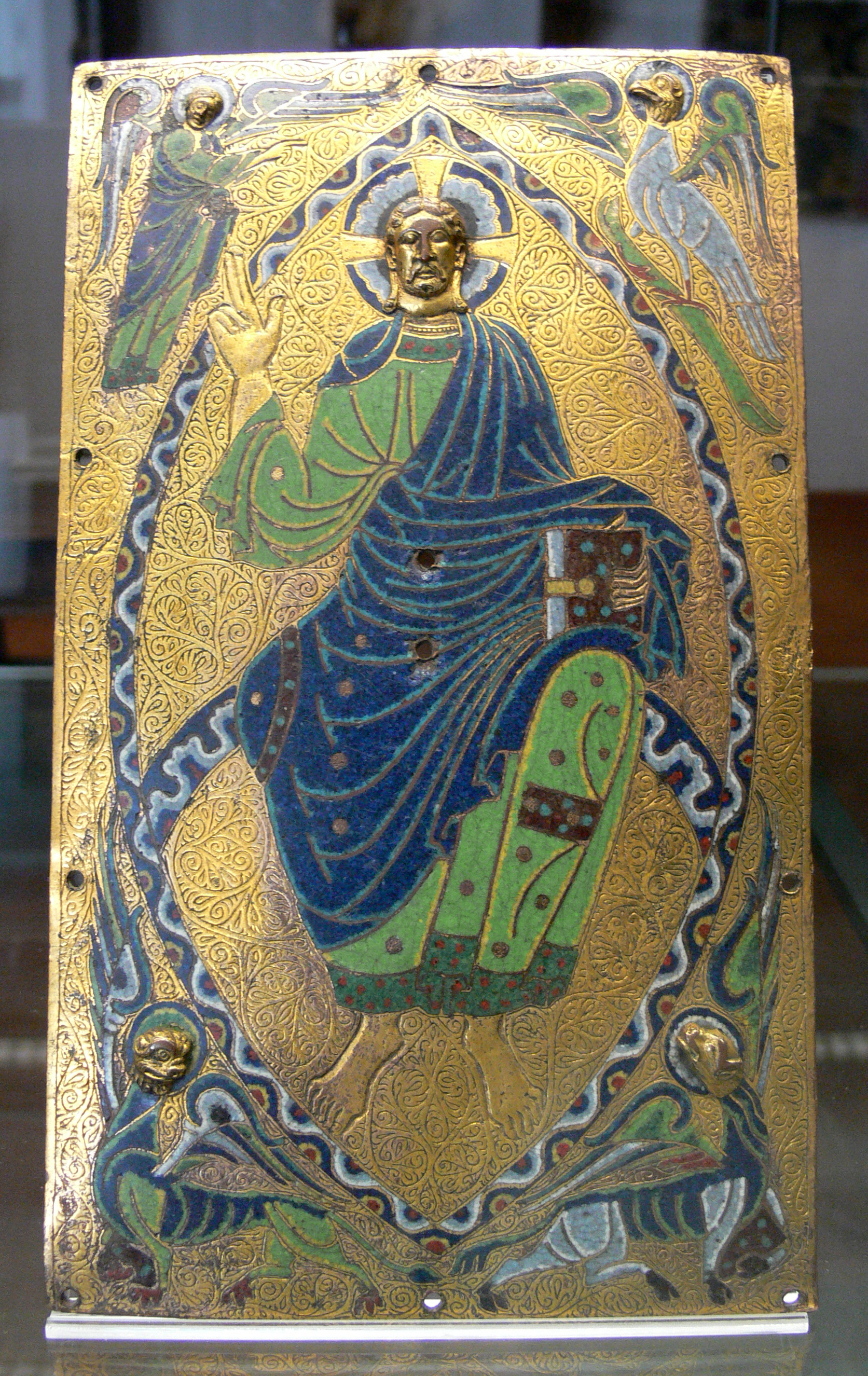
Christ en Majesté (XIIe siècle, Musée des arts décoratifs de Berlin).

La première mention de la production d'émaux à Limoges ainsi que la description des techniques employées se trouvent dans un texte rédigé vers 1167-1169 par un clerc proche de Thomas Becket, qui emploie l'expression « œuvre de Limoges » au sujet de la plaque de reliure d'un livre conservé à l'abbaye Saint-Victor, à Paris. Les témoignages se multiplient ensuite, évoquant des couvertures de livres et surtout des objets de piété comme les châsses-reliquaires, les crucifix, les vases sacrés (ciboires, calices et pyxides) ou encore les encensoirs. Bénéficiant d'une place privilégiée au carrefour des routes de commerce et du soutien de mécènes prestigieux, les ateliers limousins feront rayonner leur savoir-faire et leurs créations au travers du travail de l'émail.
Les premiers objets pouvant être rattachés à Limoges sont précisément des châsses commandées par le comte de la Marche. L'une, dite « châsse de Bellac », date de 1120-1140 et est actuellement conservée à l'église Notre-Dame de Bellac ; elle représente le Christ en majesté entouré des évangélistes et d'anges. L'autre, actuellement au Metropolitan Museum of Art de New York, date de 1150 environ ; elle accorde une large place à saint Martial, premier évêque de Limoges.
Progressivement, le répertoire des orfèvres-émailleurs s'élargit à des thèmes iconographiques moins locaux, comme la mort de Thomas Becket : les châsses en émail de Limoges sont les plus anciennes connues sur ce thème. Les artistes s'intéressent également à de nouveaux styles : ainsi du fond vermiculé, c'est-à-dire gravé de rinceaux enroulés. De même, un certain nombre d'artistes choisissent de réserver les figures, dont les détails sont gravés, l'émail étant appliqué au fond orné de rosettes. Enfin, certains éléments sont désormais fabriqués à part, puis fixés sur les plaques de cuivre à l'aide de rivets : c'est par exemple le cas des têtes des saints représentés sur les châsses.
C'est alors l'âge d'or des ateliers limousins : leurs œuvres sont exportées jusqu'en Suède, en Espagne et en Italie. Ce succès s'explique d'abord par le faible coût du cuivre émaillé par rapport à l'or ou l'argent : les églises et monastères peuvent ainsi acquérir à peu de frais leurs objets liturgiques. En outre, l'œuvre de Limoges se prête bien à la représentation de scènes narratives, particulièrement importantes sur les objets liturgiques.
Au milieu du XIIIe siècle, l'œuvre de Limoges continue d'évoluer : tombeaux et objets en ronde-bosse sont désormais prépondérants et le décor héraldique fait son apparition. Les orfèvres adaptent leur style aux évolutions de l'art gothique. Néanmoins, malgré des chefs-d'œuvre comme la plaque funéraire de Guy de Mejos, la production est de moins en moins abondante. Quand le Prince Noir met Limoges à sac en 1370, les ateliers ont déjà disparu.

### Le StyleLouisXII(de 1495 à 1515-1530)[7]: transition entre Art Gothique et Première Renaissance

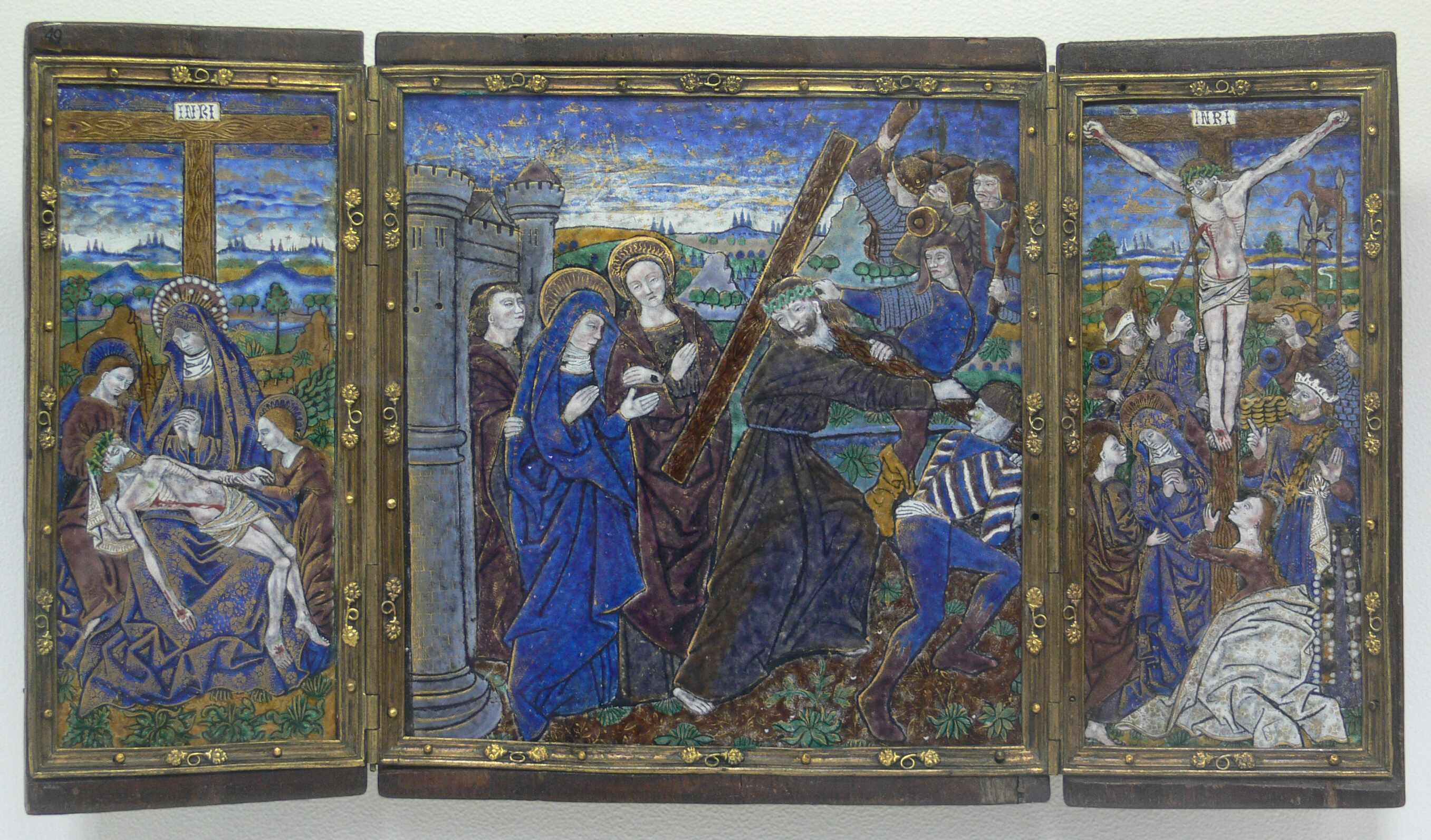
Triptyque de la Crucifixion par Monvaerni (fin XVe siècle, Musée du Louvre).
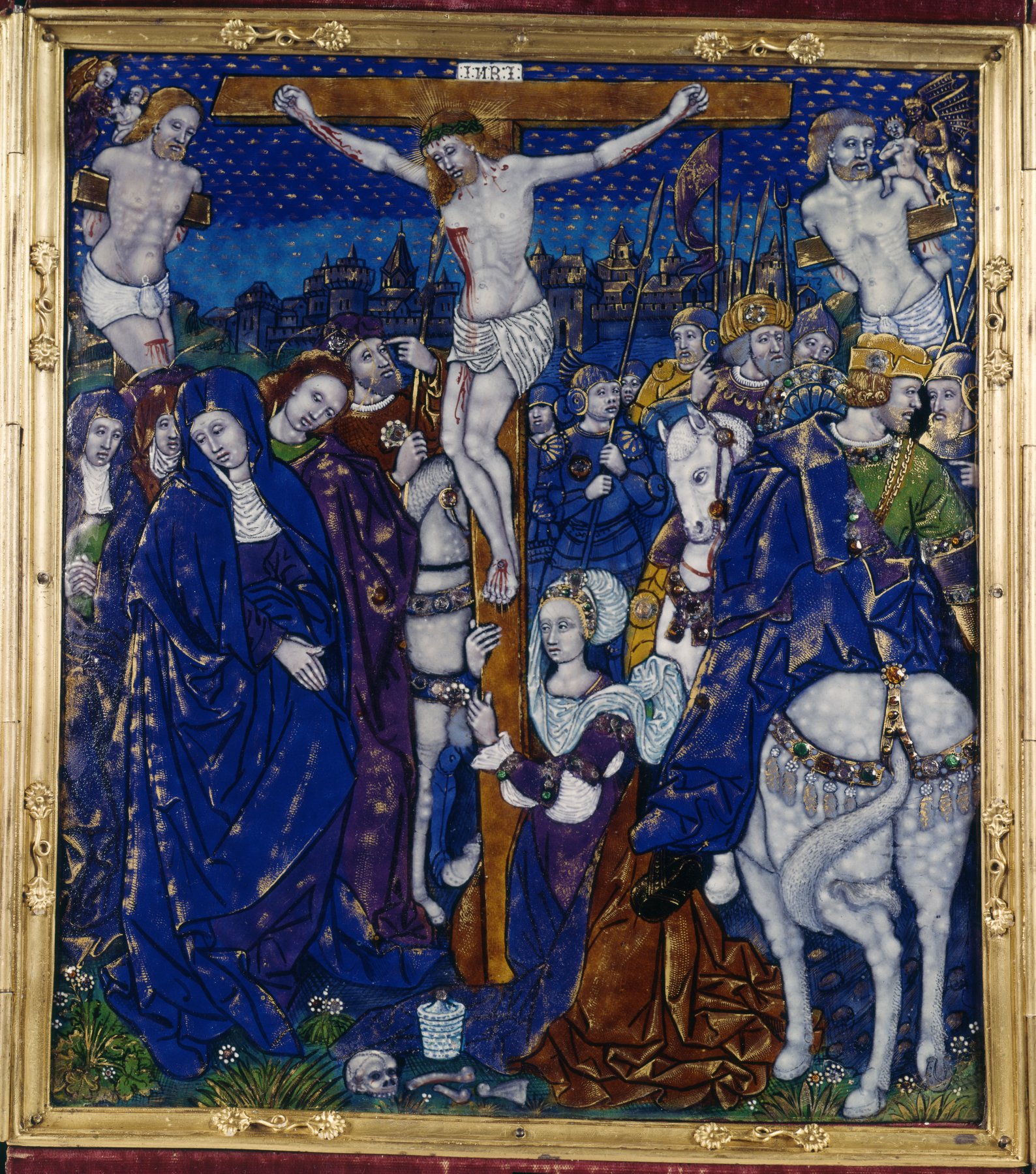
Crucifixion par Nardon Pénicaud (vers 1495-1525, Walters Art Museum, Baltimore).
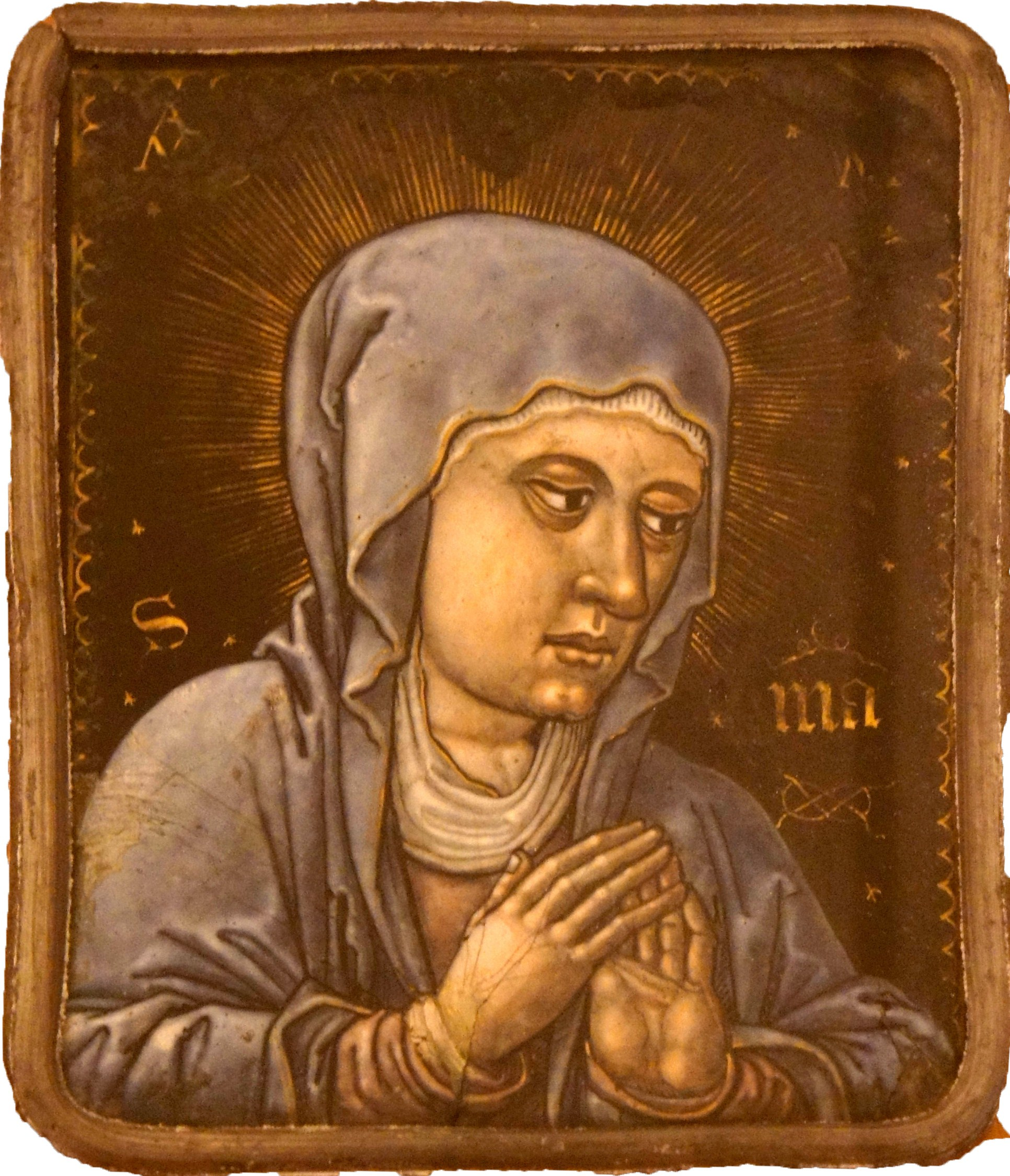
Vierge en prière (déb XVIe siècle, musée de Châlons-en-Champagne).
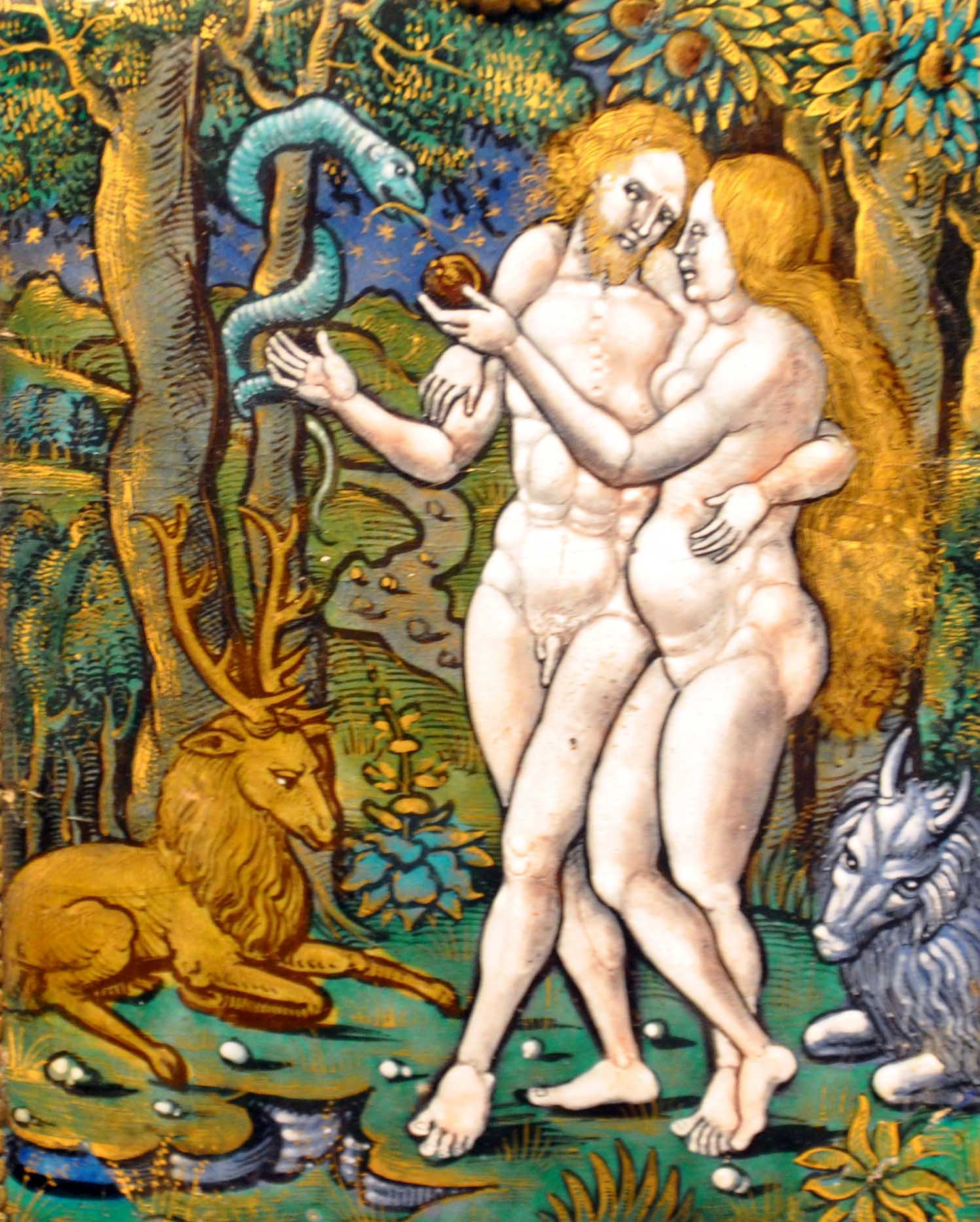
Le Péché originel par Nardon Pénicaud (début XVIe siècle, Musée Städel, Francfort-sur-le-Main).
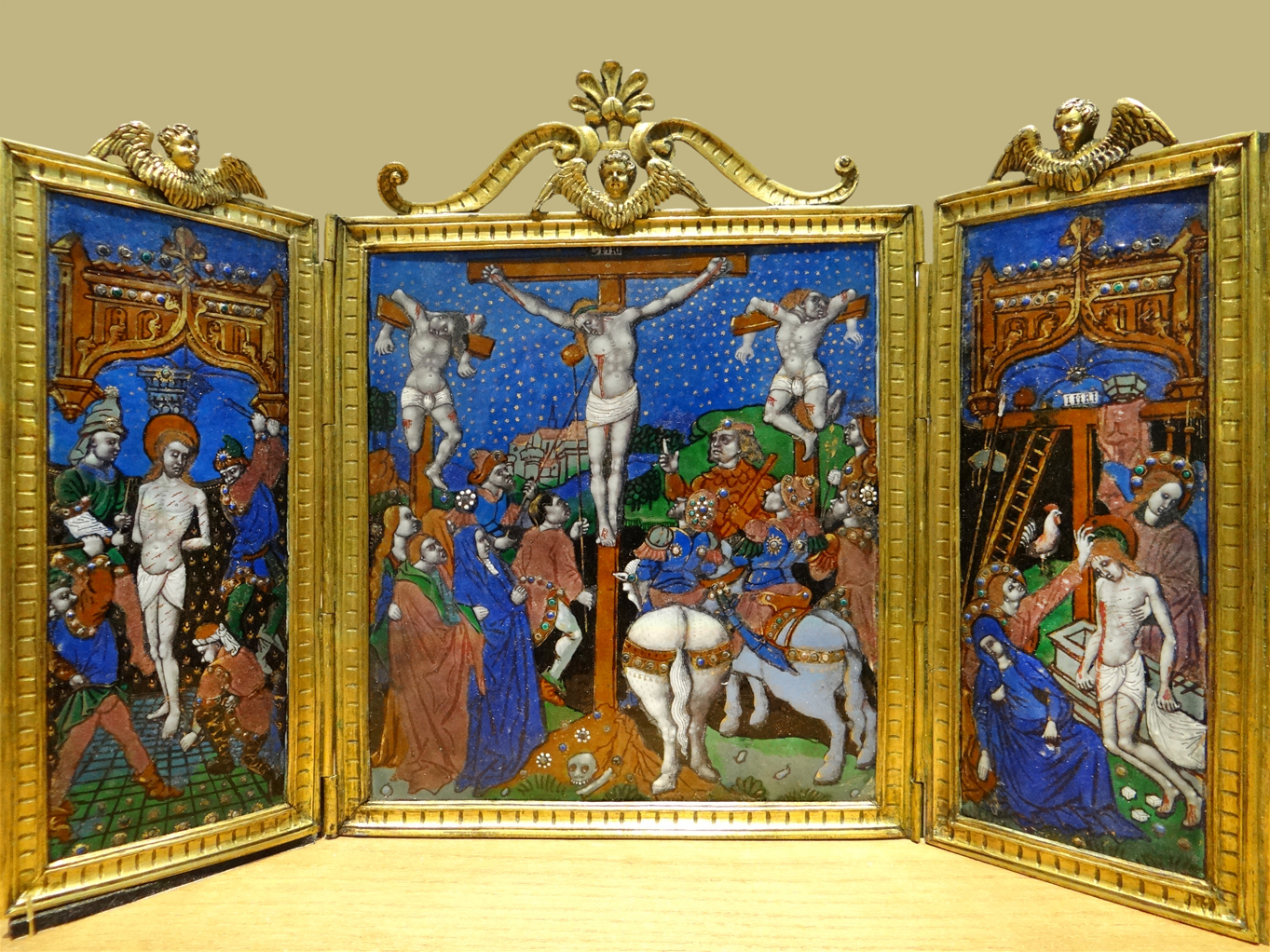
La Crucifixion, entre la Flagellation et la Descente de croix (1500, Louvre-Lens).
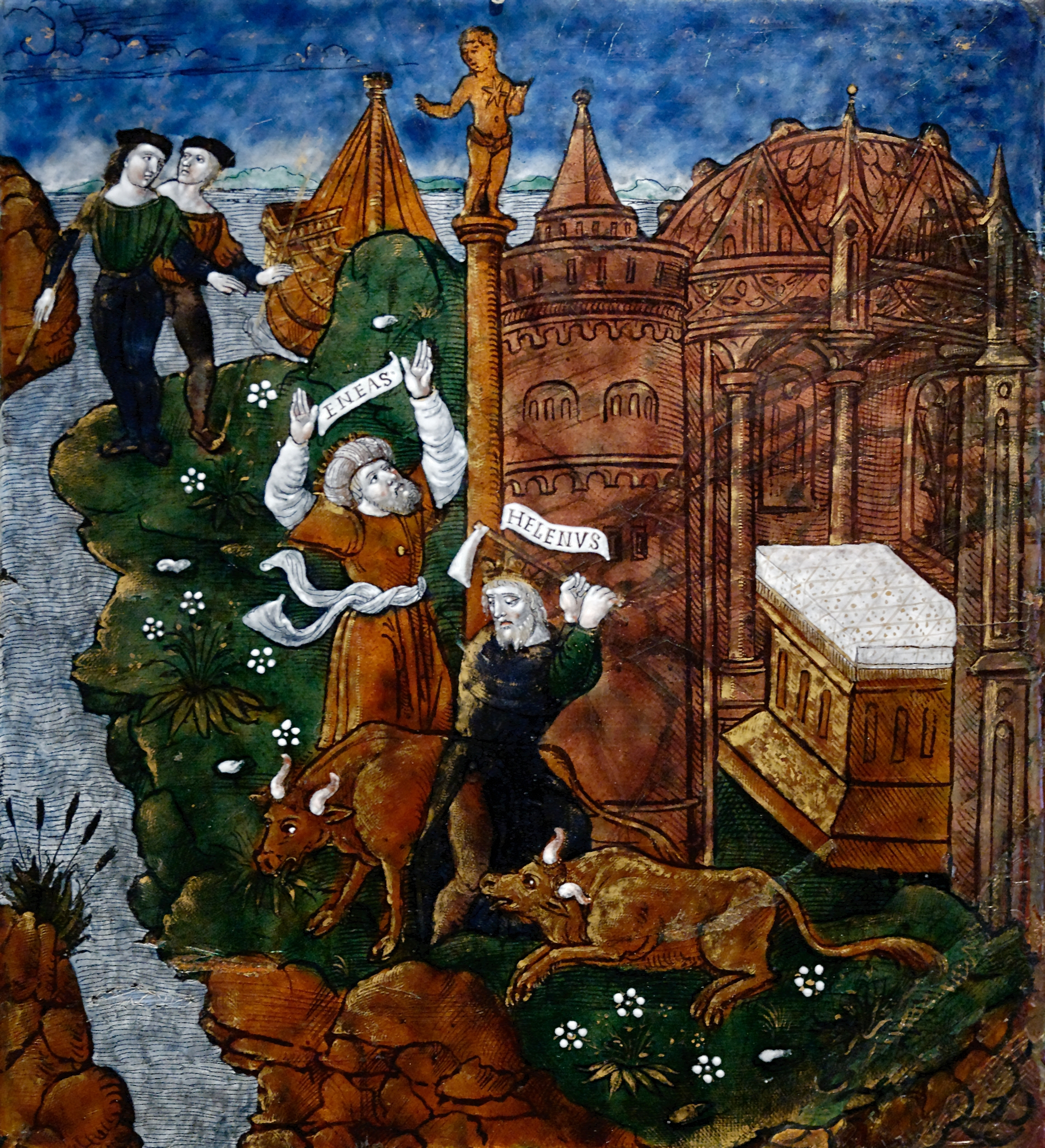
Énée et Hélénos offrant un sacrifice par le Maître de l'Énéide (vers 1530, Louvre).
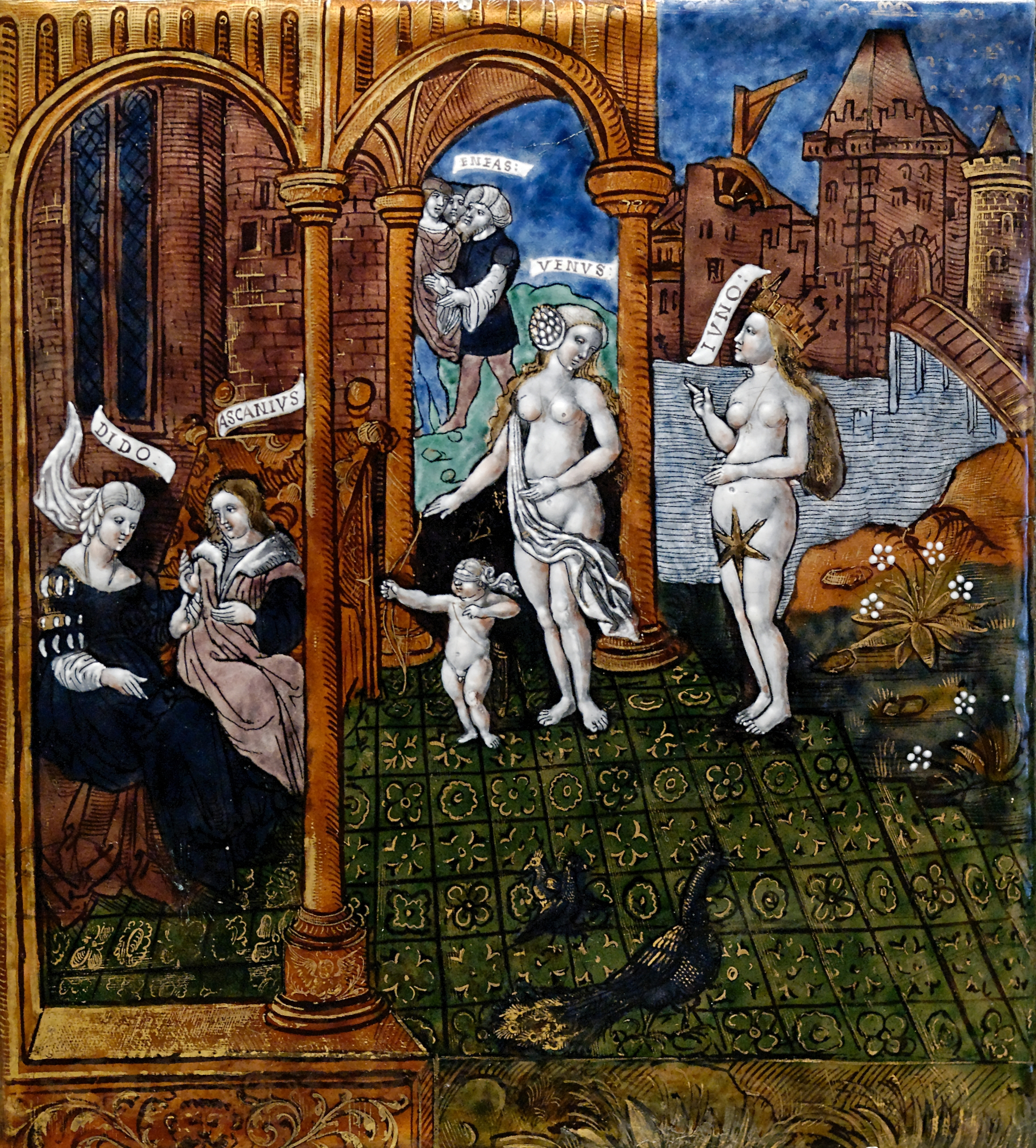
Vénus et Junon favorisent les amours de Didon et d'Énée par le Maître de l'Énéide (vers 1530, Louvre).
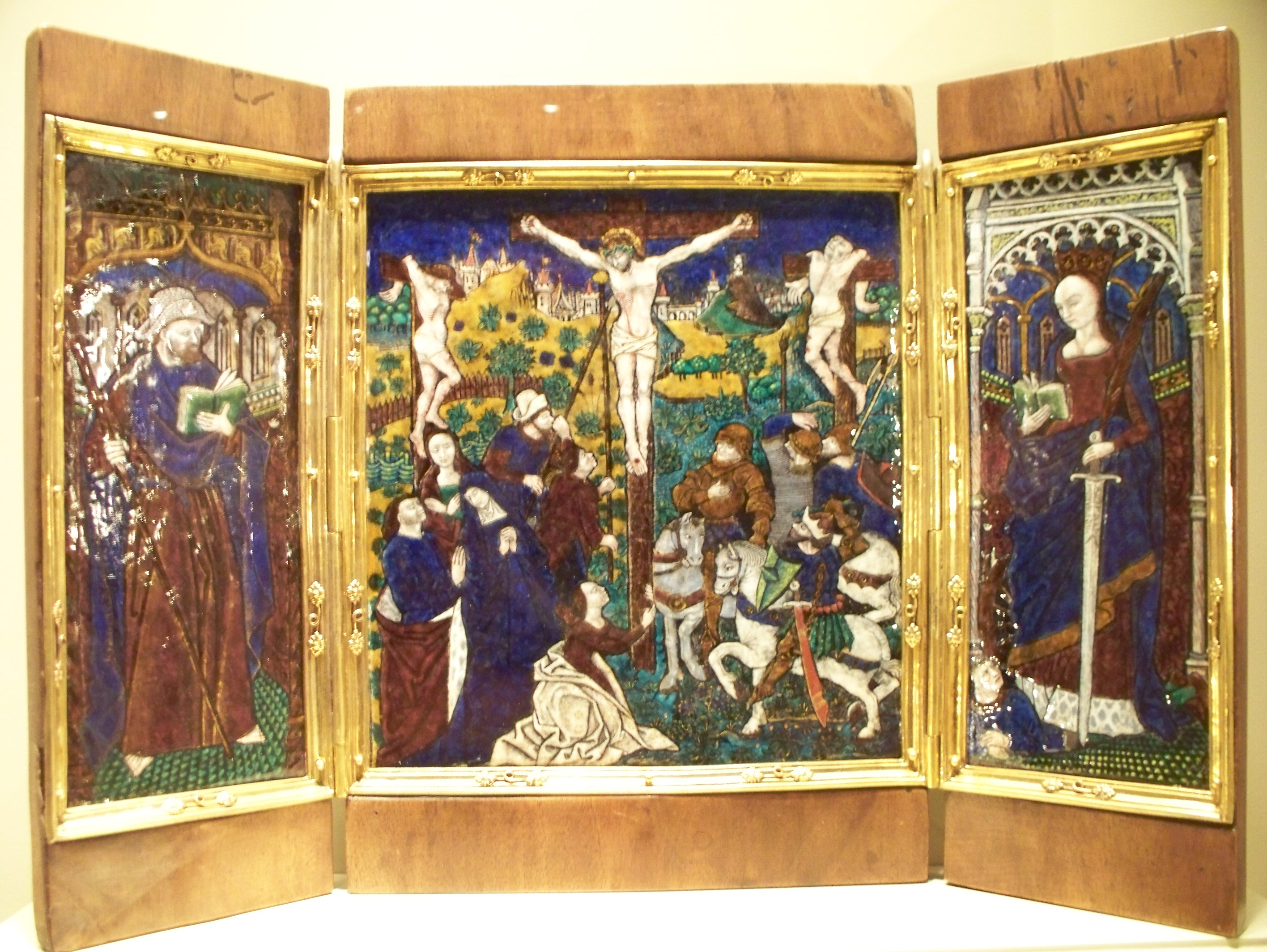
Triptyque au Calvaire par Monvaerni (1484-1497, Taft Museum of Art, Cincinnati).
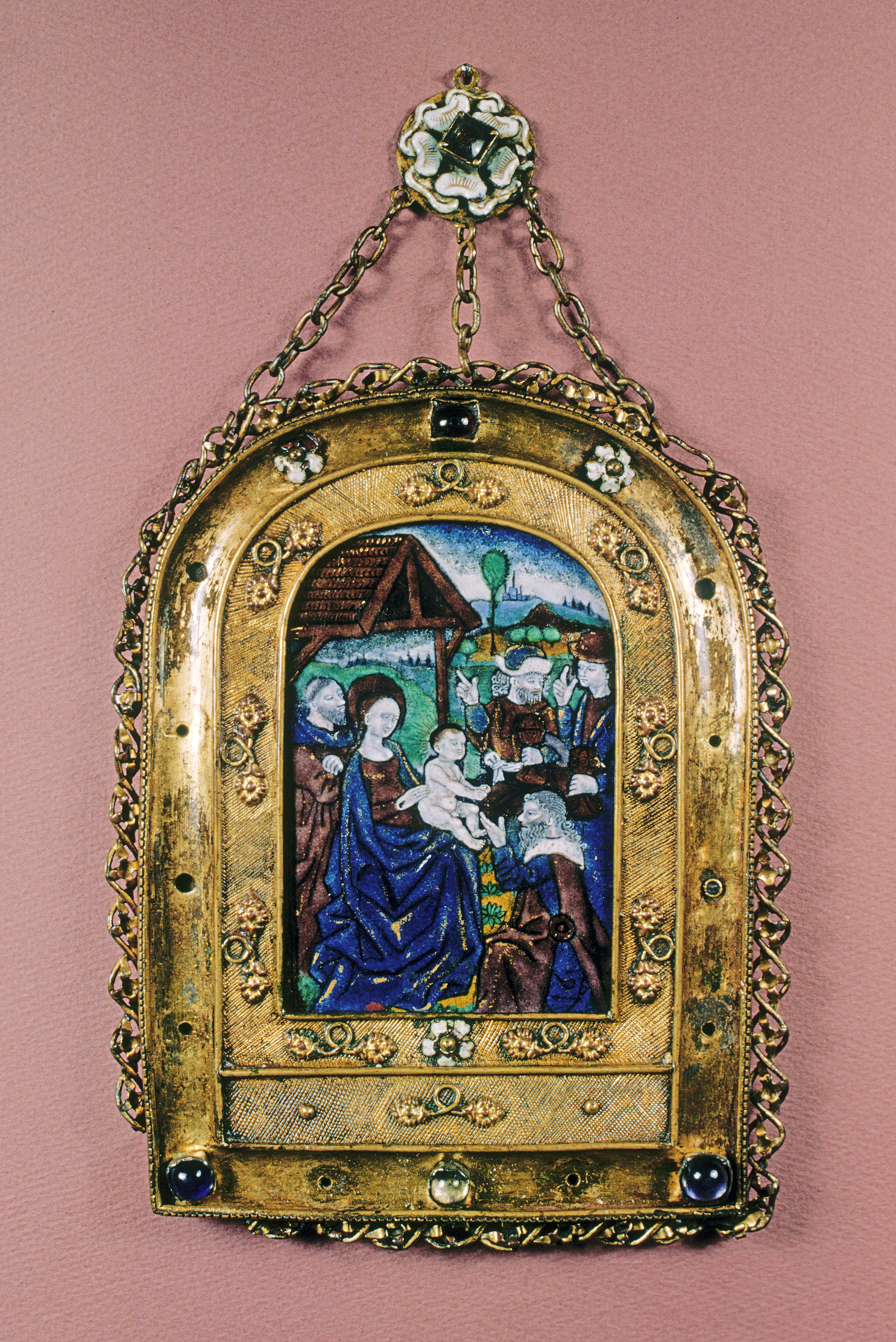
L'Adoration des mages par Monvaerni (vers 1495, Walters Art Museum, Baltimore).

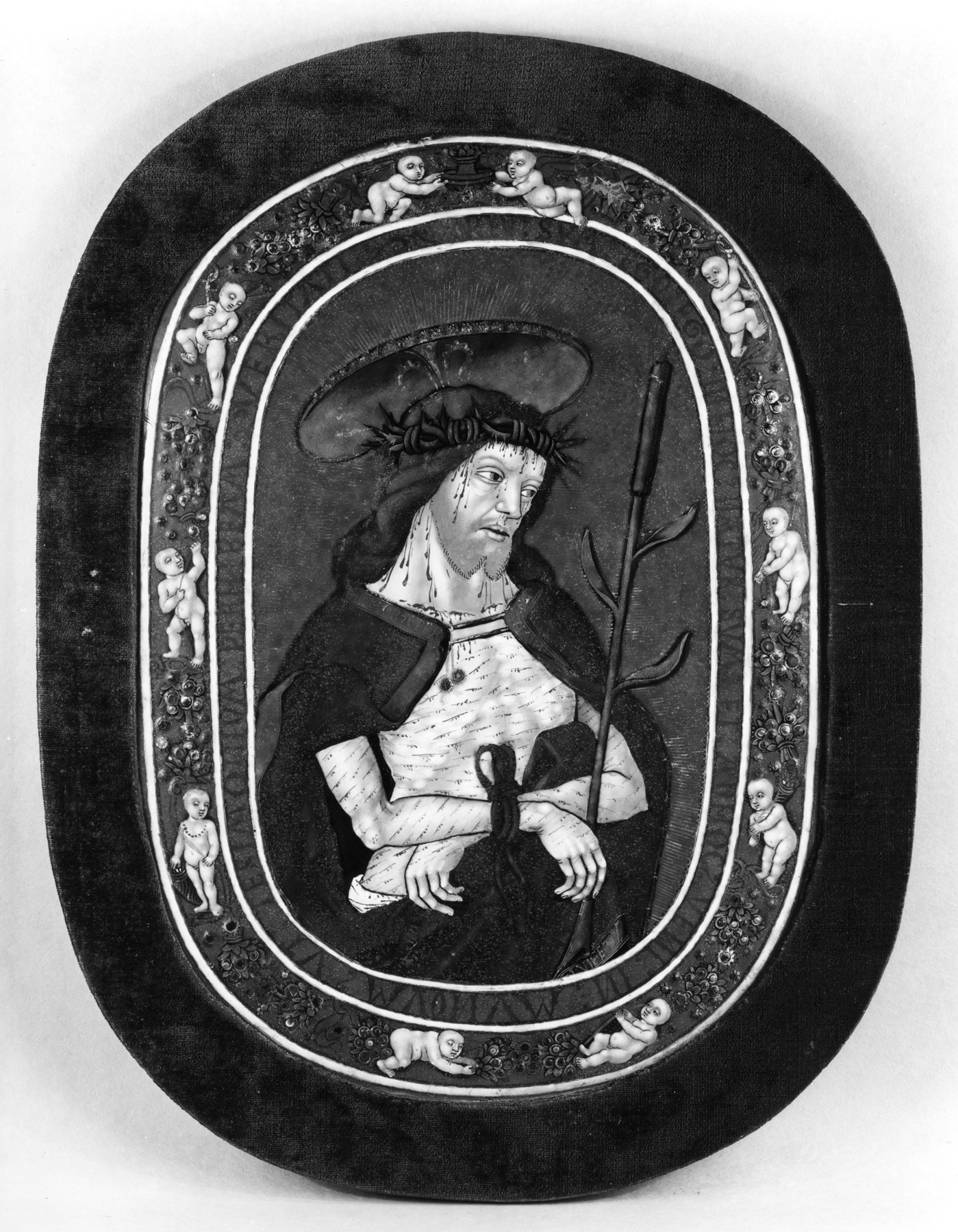
Ecce Homo, par le Maître du Triptyque de Louis XII, (vers 1500, Walters Art Museum, Baltimore).

Surnommé opus lemovicense, l'œuvre de Limoges en latin, la technique de l'émail sur cuivre avait fait la fortune de cette ville aux XIIe et XIIIe siècles, avec ses célèbres émaux champlevés, pseudo-champlevés ou cloisonnés. Après avoir connu un vif succès en Europe occidentale, la ville est touchée de plein fouet par la guerre de Cent Ans avant d'être mise à sac par les armées d'Édouard de Woodstock au mois de septembre 1370. La production semble alors avoir cessé pendant plus d'un siècle avant de réapparaître dans le dernier quart du XVe siècle, mais selon une technique différente, les émaux sont désormais peints sur des plaques de cuivre. Sans que soit connus les circonstances de sa renaissance ni les liens éventuels avec des expériences réalisées au XVe siècle en France, en Flandre ou en Italie, la technique apparait d'emblée parfaitement maîtrisée. Les émaux peints devinrent, comme en leur temps les émaux champlevés, le monopole des ateliers limousins.
De 1480 à 1530 environ, les émailleurs ne fabriquent que des plaques qui sont montées en triptyques, retables ou baisers de paix. Ces émaux sont toujours polychromes, parfois enrichis de paillons d'argent et de gouttelettes d'émail translucide en relief. Le contre-émail est opaque et de couleur sombre. L'iconographie est exclusivement religieuse. La plupart des compositions que l’on voit traduites en émail par les artistes limousins ne sont pas tirées de leur propre fonds : ce sont des productions marquées par le style Louis XII, inspirées d’estampes et de gravures nordiques dans la tradition médiévale, mais teintées d'influence italienne dont les motifs souvent lombards sont rendus désormais disponibles par le développement de l'imprimerie.
Les artistes de cette époque sont souvent demeurés anonymes et portent des noms de convention comme Pseudo-monvaerni, Maître du triptyque d'Orléans ou encore Maître aux grands fronts. Mais la présence d'archives et d'œuvres signées dès le début du XVIe siècle permet ensuite l'étude des émailleurs de Limoges postérieurs en les groupant par famille. La plus ancienne dynastie d'émailleurs limousins connue pour la période est celle des Pénicaud. Son créateur, Nardon (abréviation de Leinard), attesté dans les archives de la ville de Limoges entre 1470 et sa mort en 1541, est le premier émailleur à signer ses œuvres à partir de 1503. Ses émaux, exécutés sur un fond blanc, sont rehaussés d’or et de paillons ; les sujets sont cernés de noir ; les chairs ont des tons violacés ; les ciels sont toujours d’un bleu intense semé d’étoiles d’or très rapprochées. Ses plaques de cuivre, très épaisses, sont toujours munies au revers d’un contre-émail formé de déchets de fabrication.
Un triptyque du maître du Triptyque de Louis XII, conservé au Victoria and Albert Museum de Londres, montre des liens étroits entre la cour royale qui séjournait sur les bords de la Loire et l'émailleur. Celui-ci maîtrise parfaitement la technique de l'émail peint qu'il utilise au profit d'un art qui prouve des liens avec les peintres de la cour, comme Jean Bourdichon et ses Grandes Heures d'Anne de Bretagne. Les personnages historiques qui ornent les volets de triptyques permettent de dater précisément son œuvre vers 1500. Le grand médaillon ovale de l'Ecce Homo, conservé au Walters Art Museum de Baltimore a pour pendant une Vierge de douleur en Prière, conservée au musée du Louvre. Si l'on note un parallèle entre le maître du Triptyque de Louis XII et l'art de Jean Bourdichon dans le traitement du Christ, l'encadrement orné de Putti évoque déjà les enluminures de livres italiens conservés dans la bibliothèque de Louis XII à Blois où l'émailleur a ses entrées. Typique du style Louis XII, l'artiste connait l'Italie mais ne l'emploie que parcimonieusement, en ne rejetant pas certains effets ostentatoires hérités du gothique international aussi bien dans les plis du manteau, le halo de rayons d'or cernant la figure sur le fond bleu et dans la bordure traitée comme une scène de millefleurs, alors que l'influence italienne se retrouve dans les mains affinées et la silhouette allégée du Christ comportant une petite tête afin d'accentuer sa verticalité. L'expression de douleur est soulignée par le fondant d'émail au coin des yeux.

### La Renaissance (1515-1530 - début duXVIIesiècle)[11]

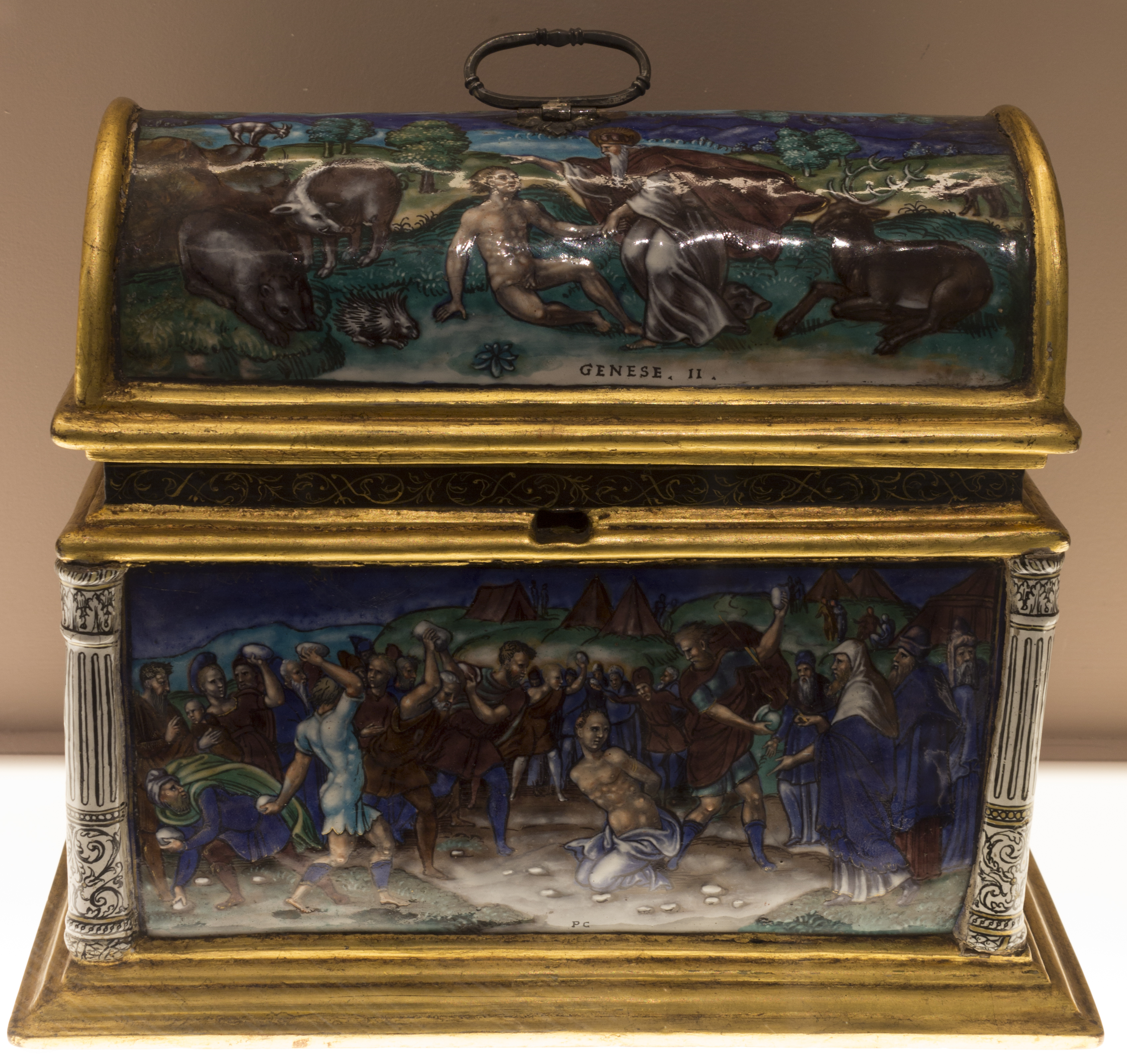
Coffret avec scènes de l'Ancien Testament par Pierre Courteys (1550-1560, Louvre).
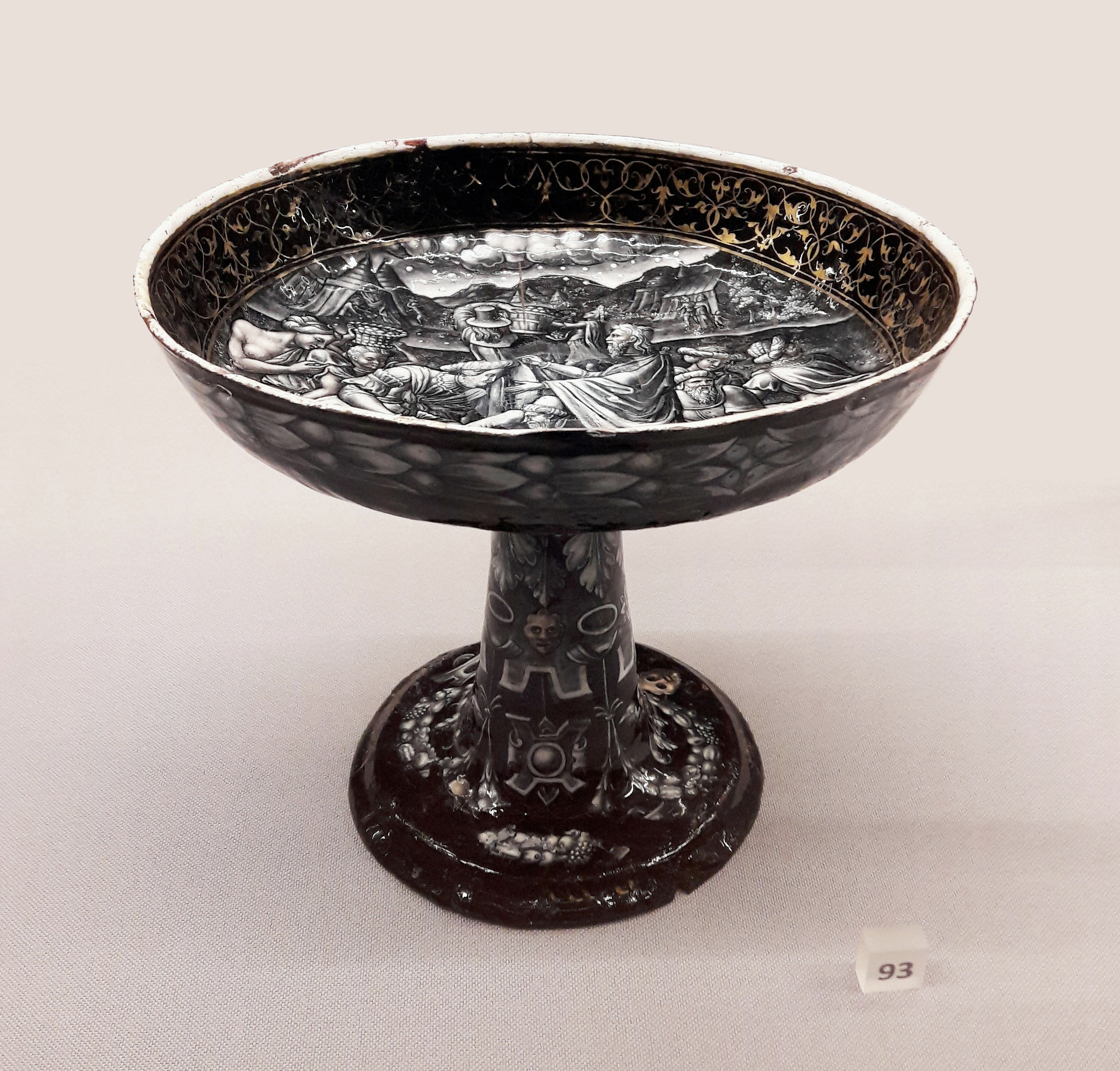
Coupe de la Récolte de la manne par Pierre Courteys (vers 1550, Varsovie).
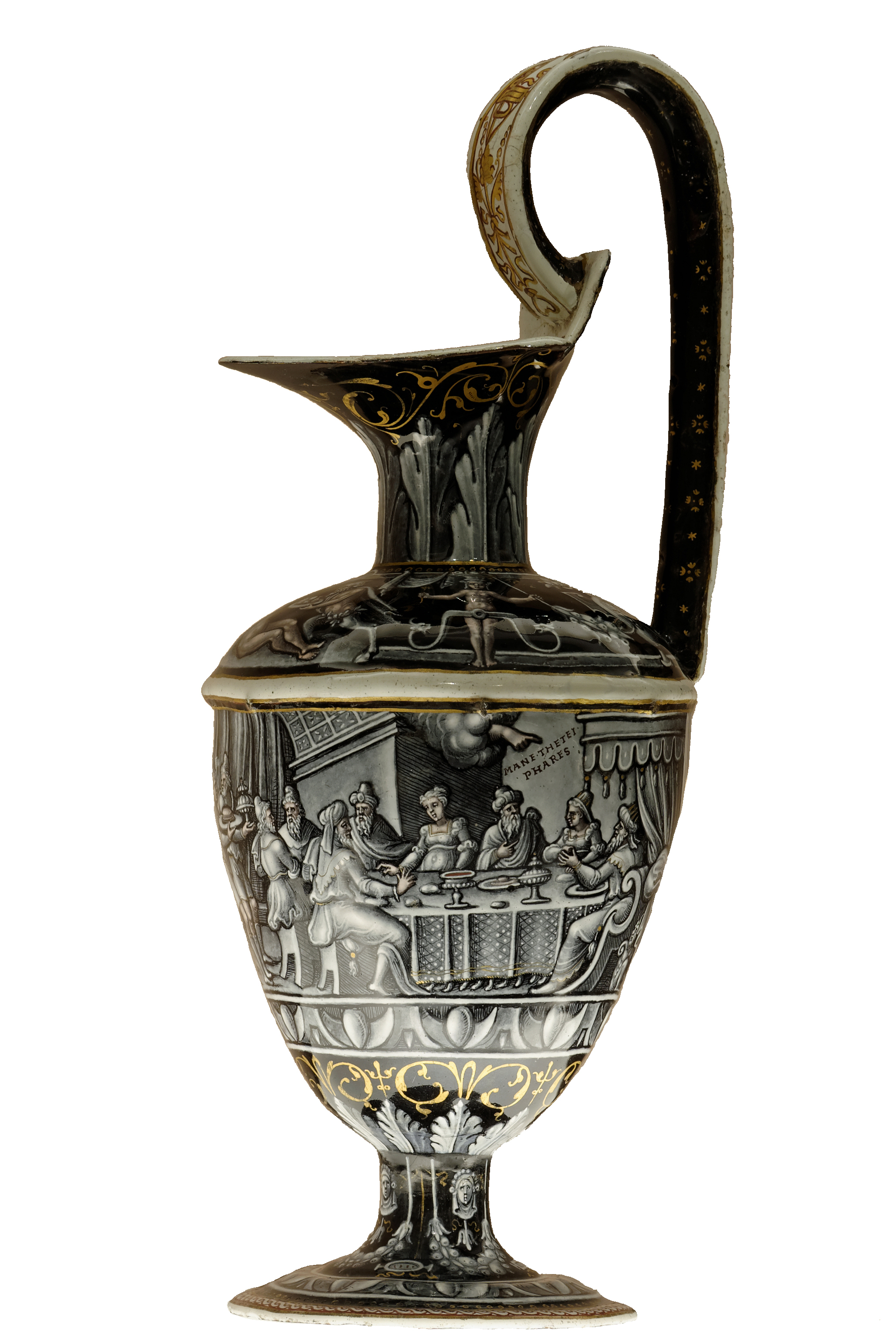
Le Festin de Balthasar par Pierre Reymond (vers 1550-1575, Louvre).
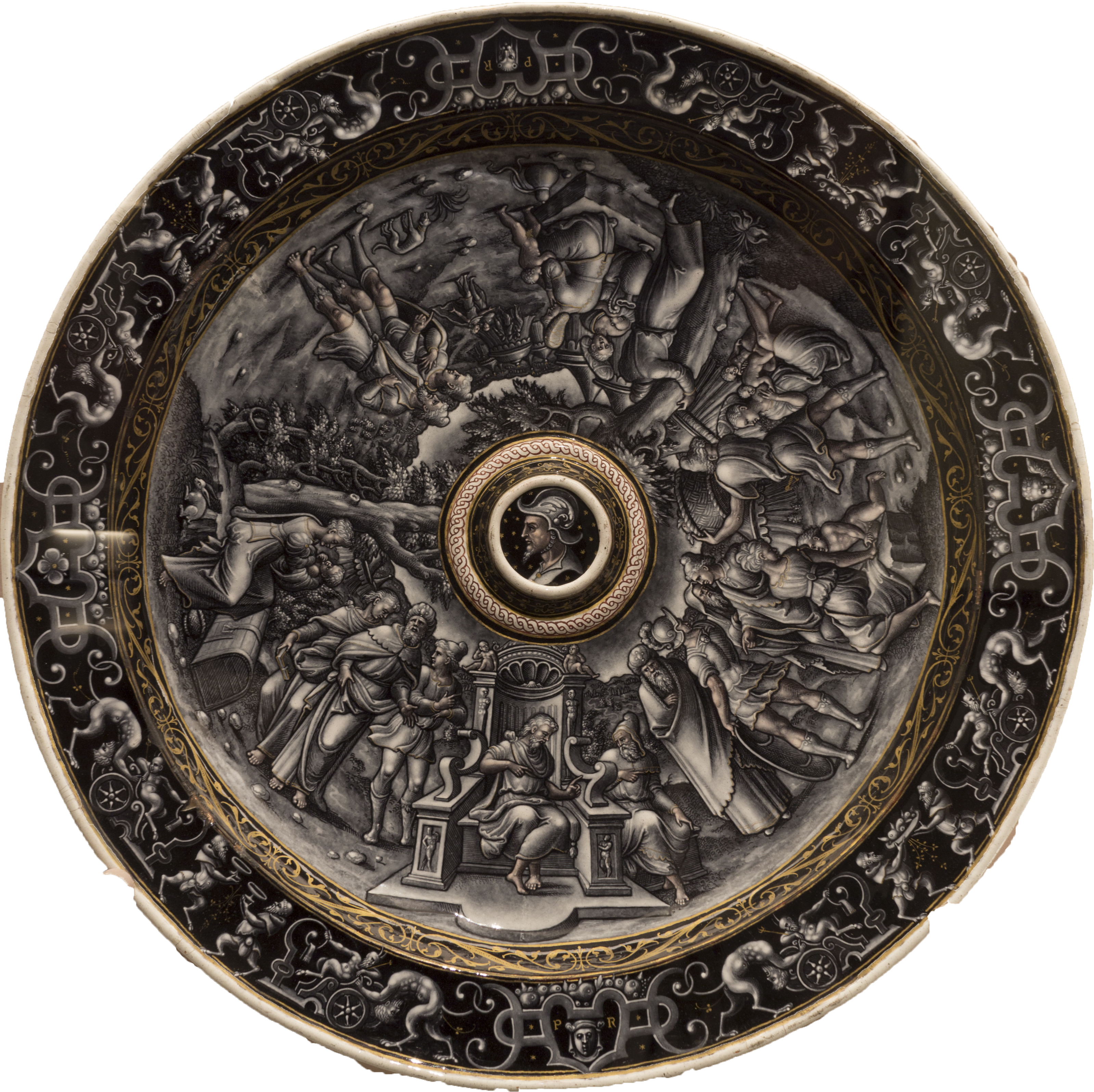
Plateau d’aiguière avec Moïse et Jéthro par Pierre Reymond (Lyon).
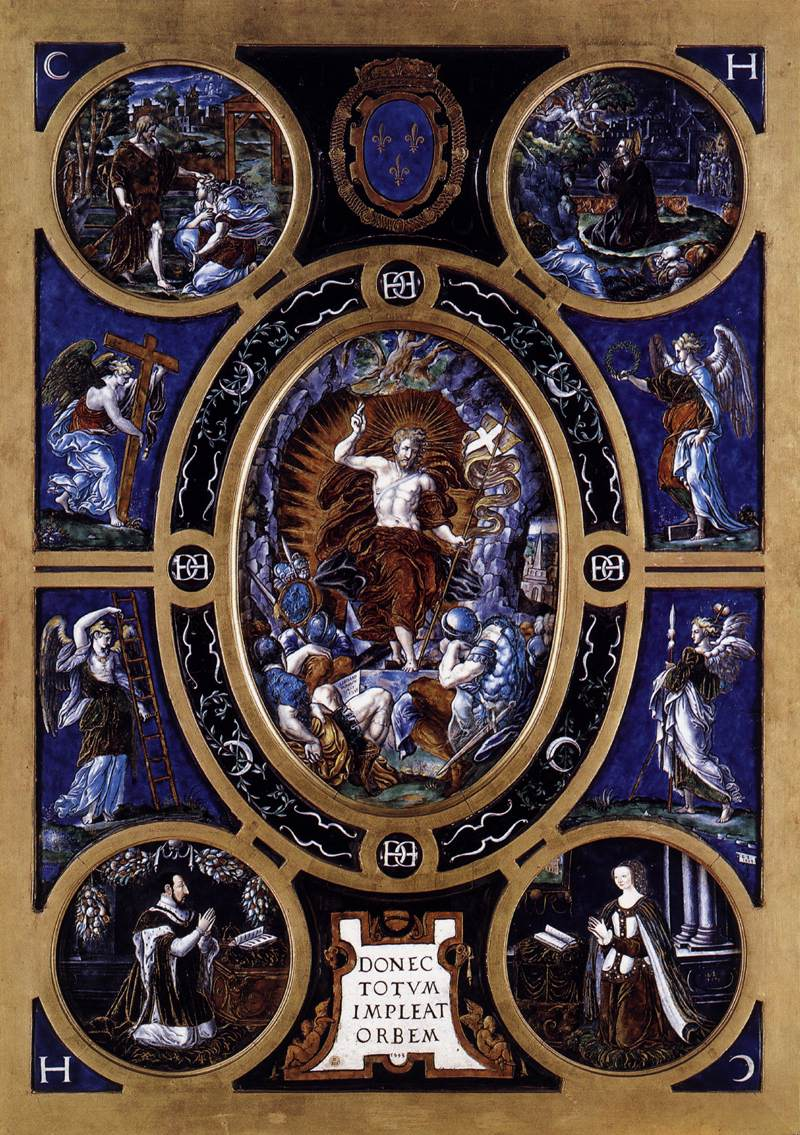
La Résurrection par Léonard Limosin (1553, Louvre).
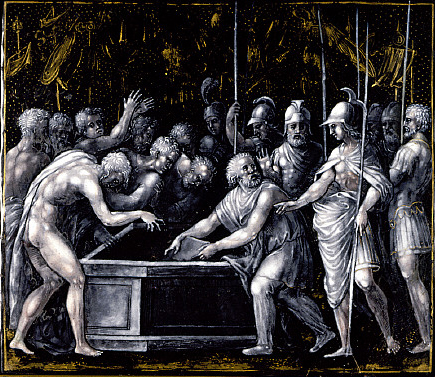
Alexandre fait placer l'Iliade d'Homère dans un coffre très précieux, par Jean Pénicaud III (fin XVIe siècle, Saint-Louis).
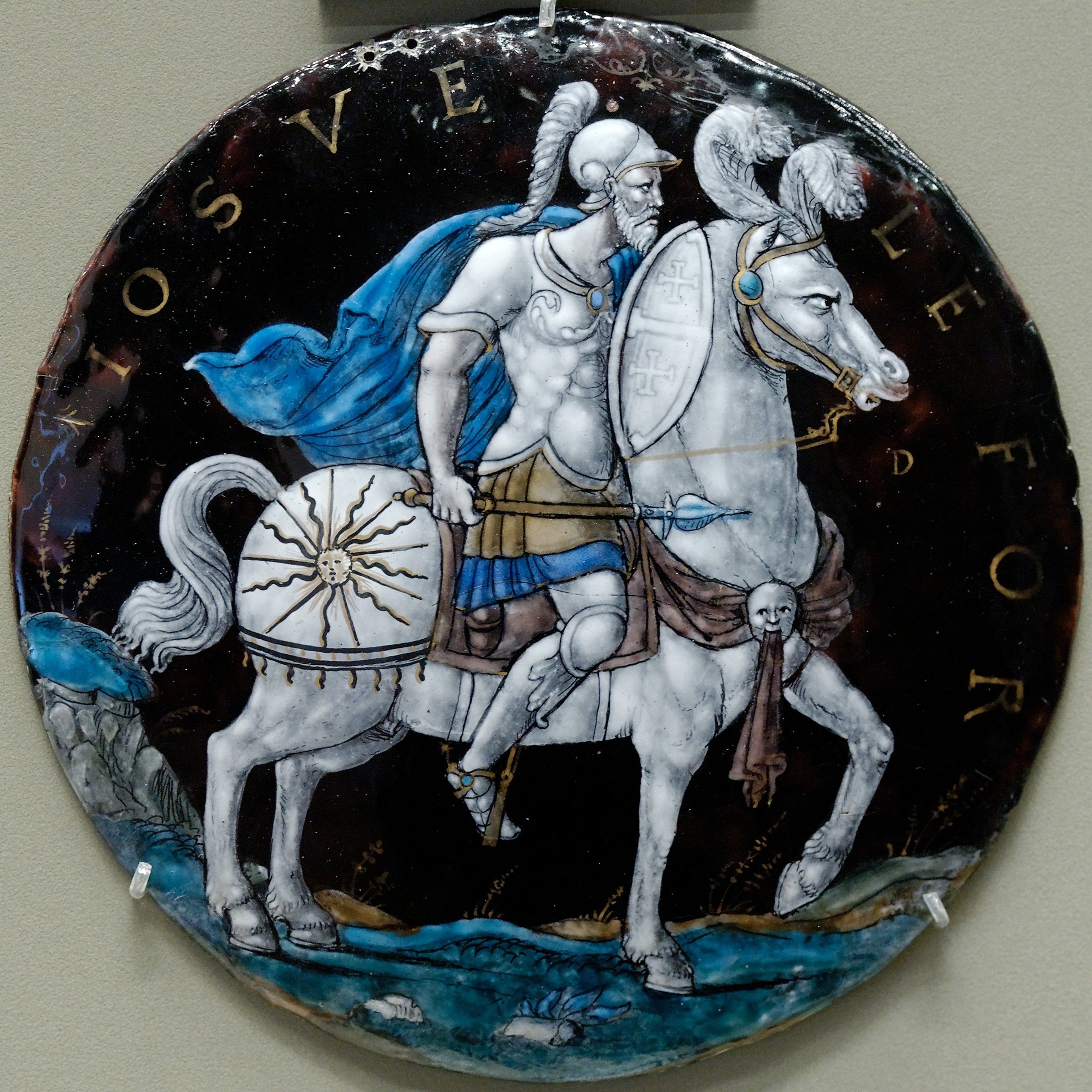
Josué, l'un des neuf preux, par Colin Nouailher (vers 1550, Louvre).
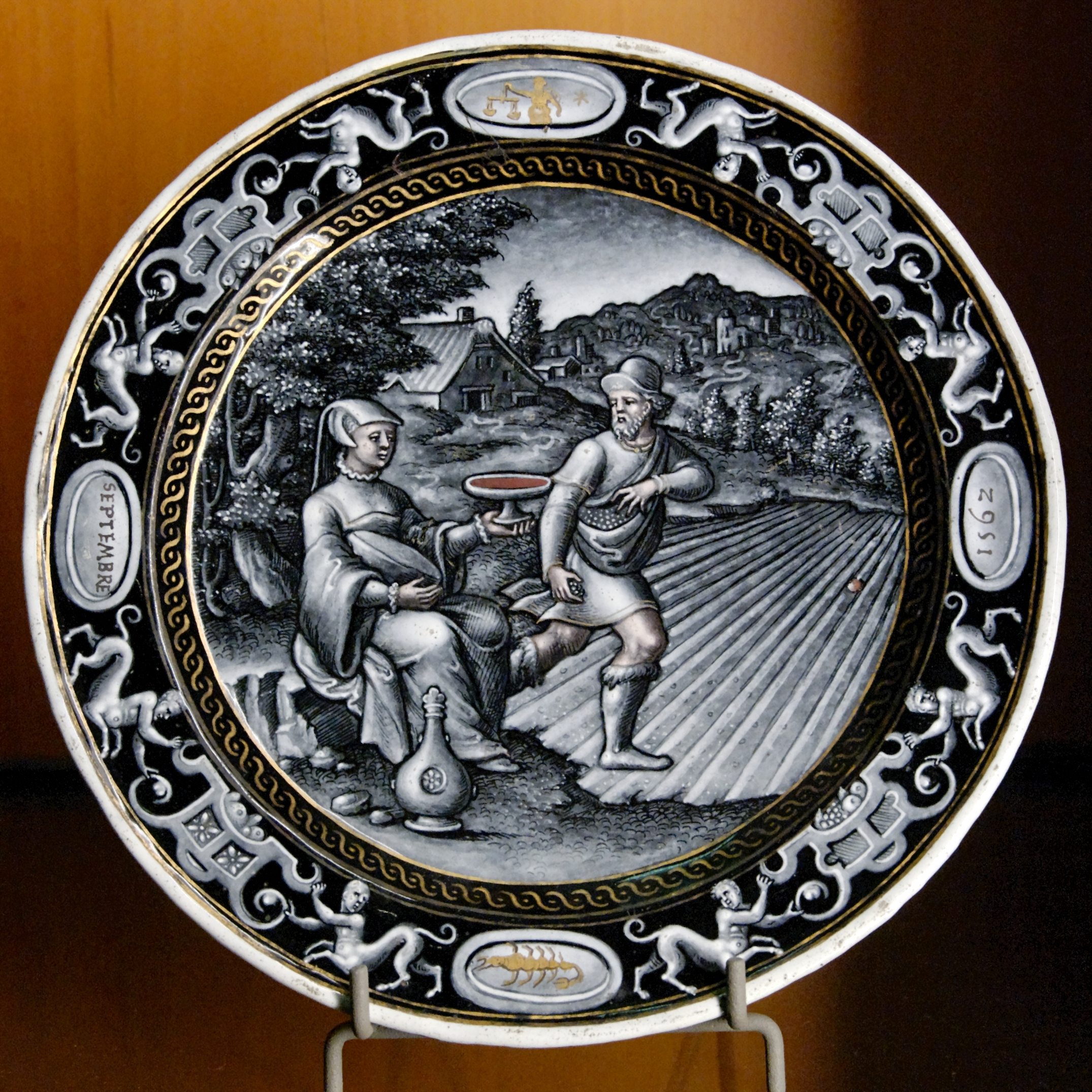
Le Mois de septembre par Pierre Reymond (1562, Lyon).
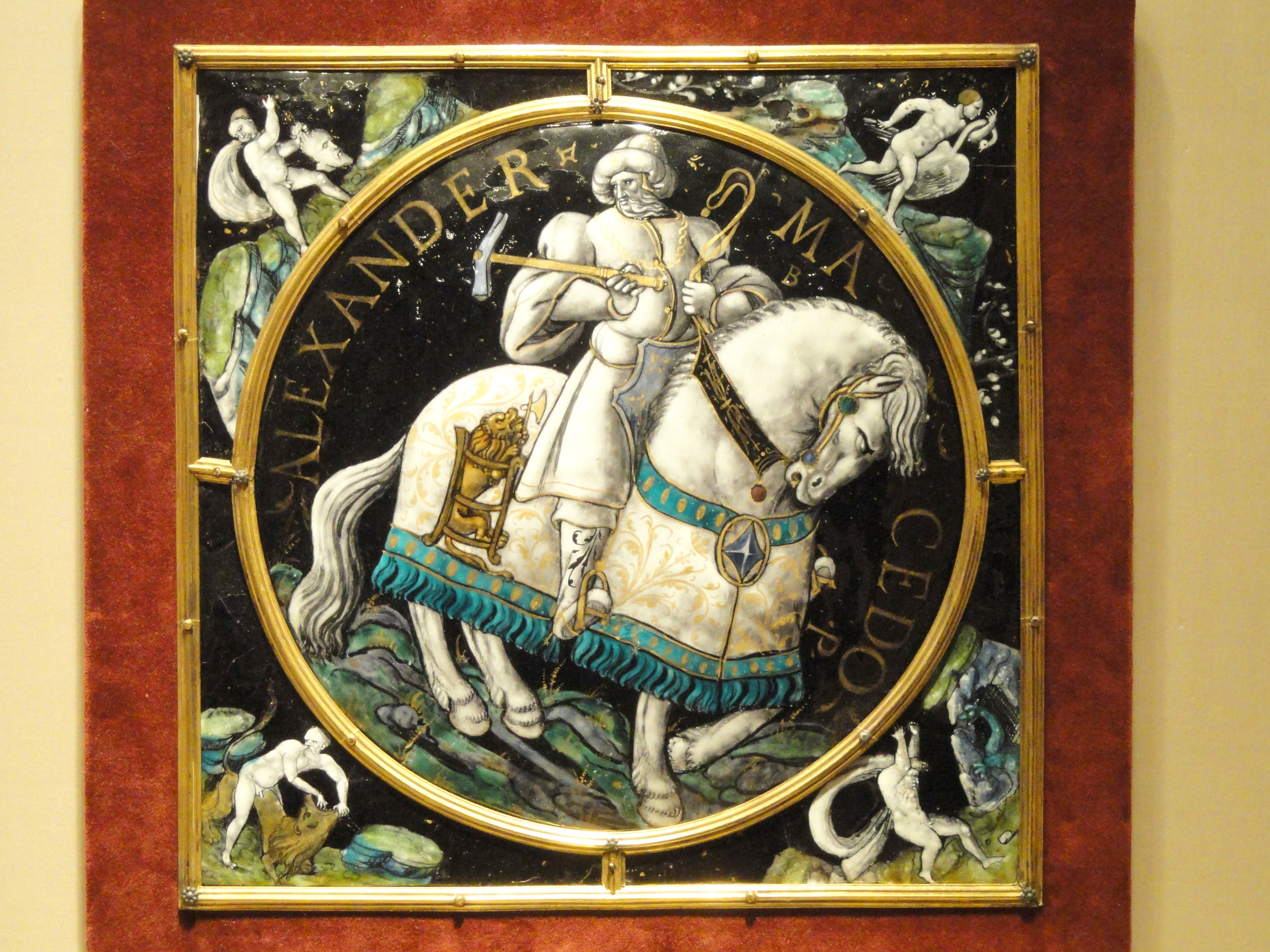
Plaque d'Alexandre le Grand, atelier de Colin Nouailher, Limoges (vers 1540, Musée d'art Nelson-Atkins).

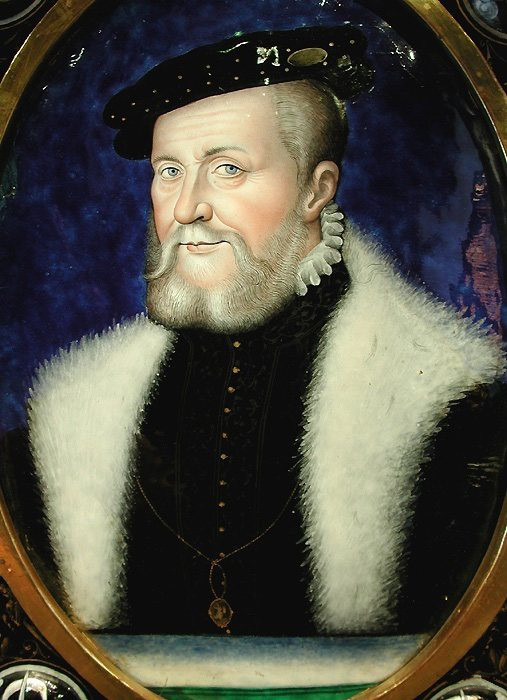
Anne de Montmorency par Léonard Limosin (1556, Louvre).

L'émail peint devient, au XVIe siècle, la spécialité presque exclusive des émailleurs de Limoges. Ils sont en effet les seuls à avoir tiré parti de la technique de l'émail peint pour faire de leurs créations les supports de représentations figurées.
Si l'émail, qui ne résiste pas aux chocs, est adapté pour des objets de dévotion, il ne convient guère pour une vaisselle utilitaire : aiguières, coupes couvertes et assiettes sont donc des objets d'apparat, destinés à être exposés et à manifester, comme les pièces d'orfèvrerie ou les majoliques italiennes, la richesse, le raffinement et la culture de leur propriétaire.
Les années 1530-1540 sont marquées par de nombreux changements et représentent un véritable âge d'or. Le revers des plaques est désormais recouvert d'un contre-émail translucide. Dans la continuité du style Louis XII, les émailleurs perpétuent la production d'objets à caractère religieux mais se mettent à créer également de la vaisselle : coupes, salières ainsi que des objets d'usage personnel, comme des coffrets.
La grisaille devient un mode privilégié d'expression et les thèmes profanes ou mythologiques font leur apparition. Enfin, le style de la Renaissance, connu par l'intermédiaire des gravures qui inspirent les compositions, est désormais adopté.
L'étude des pièces, parfois signées, monogrammées ou marquées de poinçons, et les mentions relevées dans les archives limougeaudes, permettent de cerner les principales personnalités artistiques : les Pénicaud, Colin Nouailher, Pierre Reymond ou Pierre Courteys. Toutefois des confusions demeurent en raison de fréquentes homonymies : les initiales I.C. pourraient aussi bien recouvrir plusieurs Jean Court dit Vergier. Le rôle des collaborateurs et la production des ateliers secondaires restent assez peu documentés.
L'émailleur le plus célèbre est Léonard Limosin, par la diversité et la qualité de sa production, en particulier ses remarquables portraits. Introduit par l'évêque de Limoges Jean de Langeac à la Cour de France vers 1535, il travaille pour François Ier et Henri II, et pour de grands personnages comme le connétable de Montmorency. À leur imitation, le goût pour l'émail touche une clientèle aristocratique.
Au milieu du XVIe siècle, l'émail de Limoges devient l'une des premières sources de richesse de la ville et ses productions appréciées dans toute l'Europe. C'est ainsi qu'un service, comportant une aiguière, un plateau et plusieurs coupes, réalisé pour la famille Tucher de Nuremberg, fut envoyé à Limoges entre 1558 et 1562 pour être émaillé dans l'atelier de Pierre Reymond, avant d'être monté par l'orfèvre Wenzel Jamnitzer.
La fin du XVIe siècle marque pourtant une véritable rupture. Cette période considérée dans tout le royaume comme peu favorable à l'art connait à Limoges un ralentissement brutal tant du nombre d'artistes que du nombre de commandes et d'œuvres réalisées. Durant la première partie du règne d'Henri IV, le nombre d'émailleurs a tellement chuté qu'ils « doivent pouvoir se compter sur les doigts de deux mains ». Aux troubles politico-religieux, s'ajoute alors dans le cas précis des émailleurs de Limoges un phénomène de génération avec la disparition des grands noms de l'émail.

### L'époque moderne (début duXVIIesiècle- 1792)

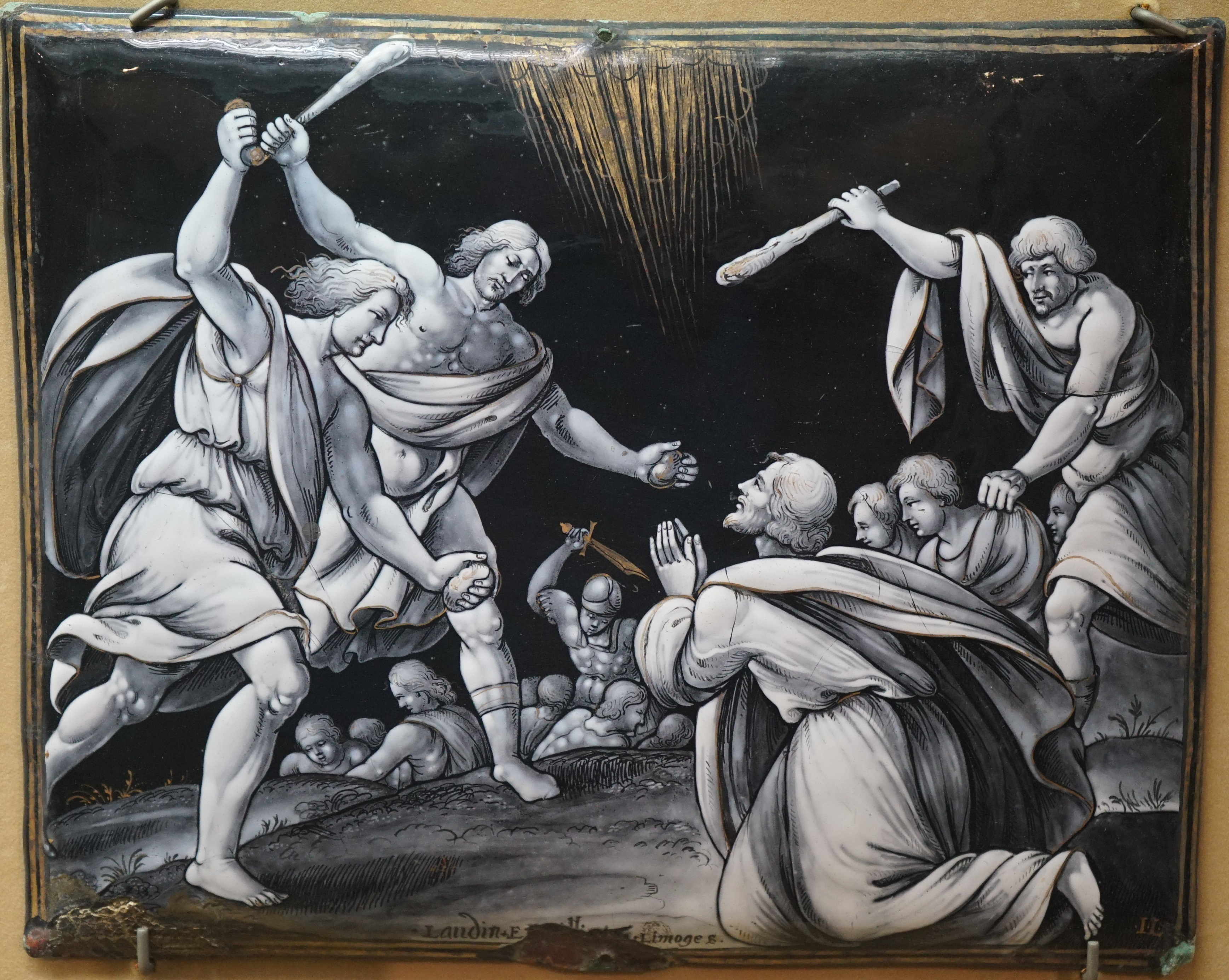
Vie de St-Timothée par Jacques Ier Laudin (1663, Musée Saint-Remi de Reims).
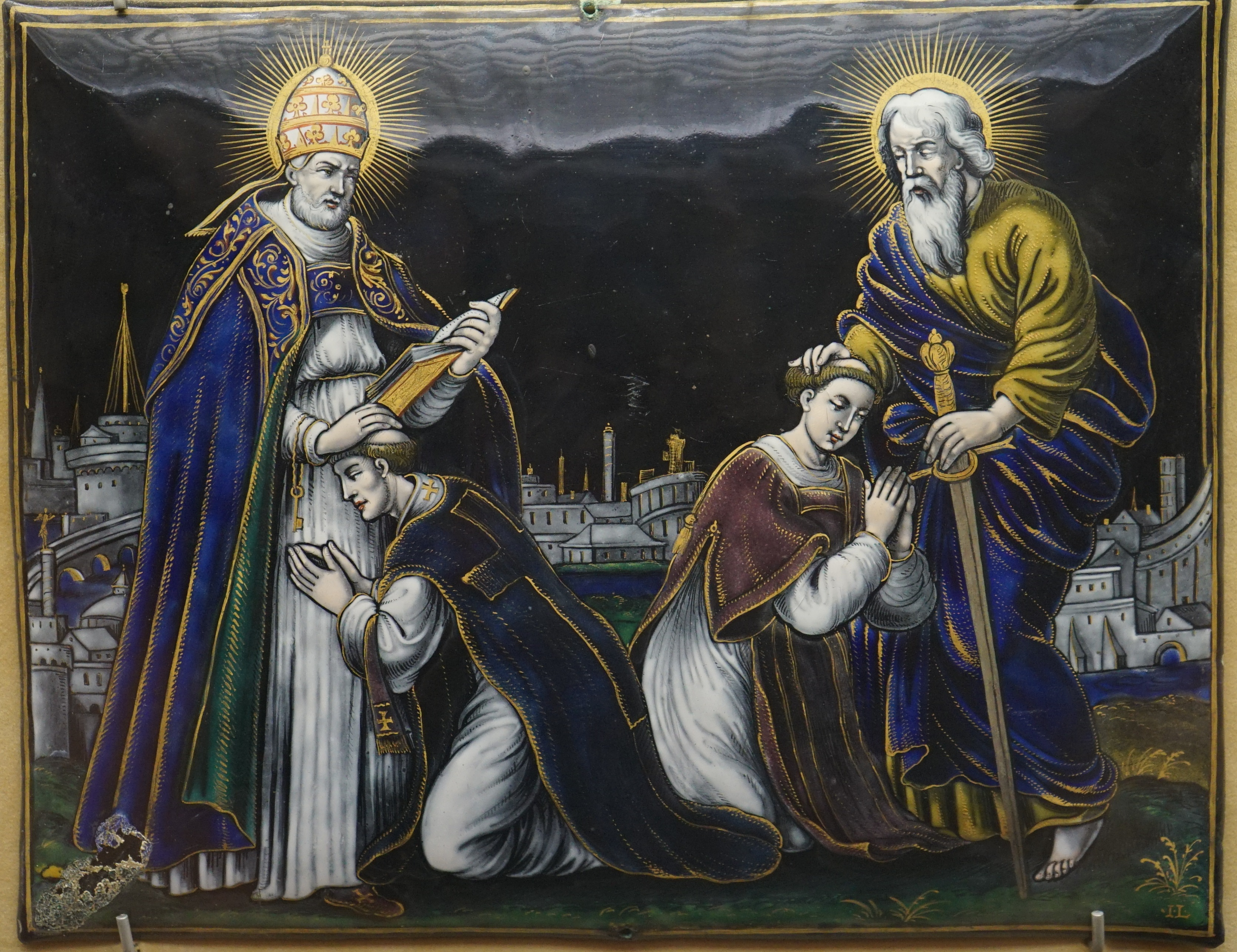
Vie de St-Timothée par Jacques Ier Laudin (1663, Musée Saint-Remi de Reims).
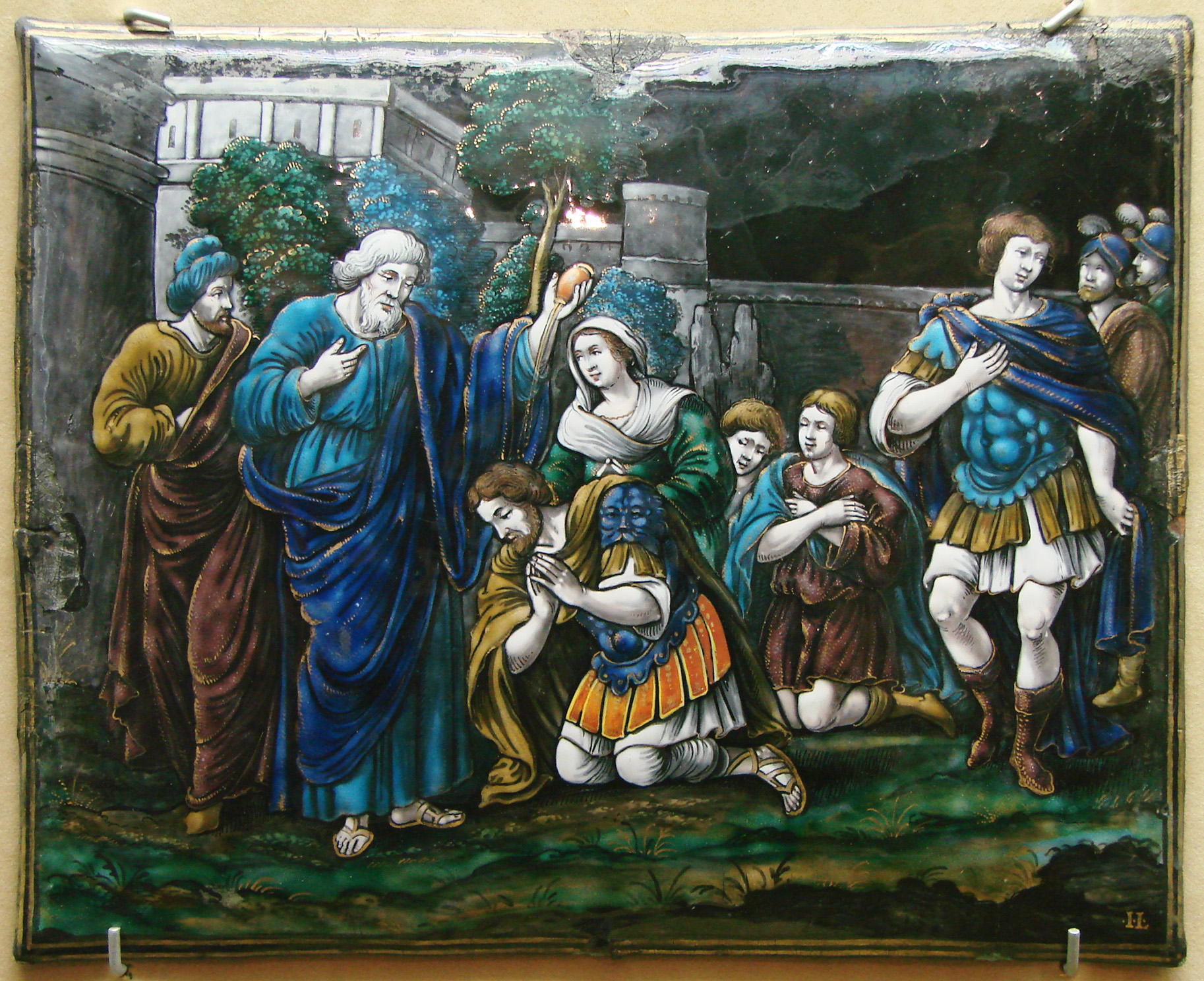
Vie de St-Timothée par Jacques Ier Laudin (1663, Musée Saint-Remi de Reims).
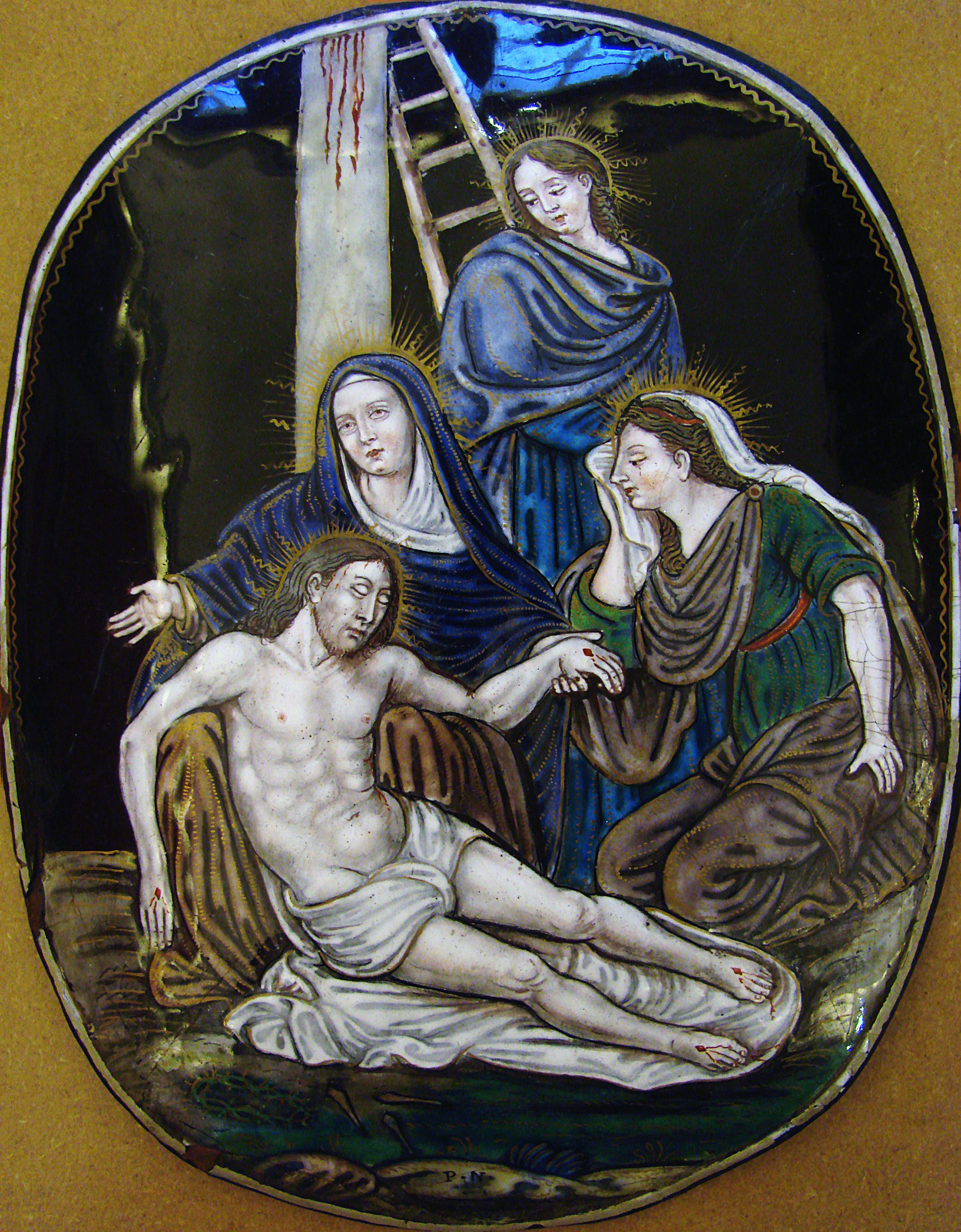
Pietà de Pierre II Nouailher (musée de Châlons-en-Champagne).
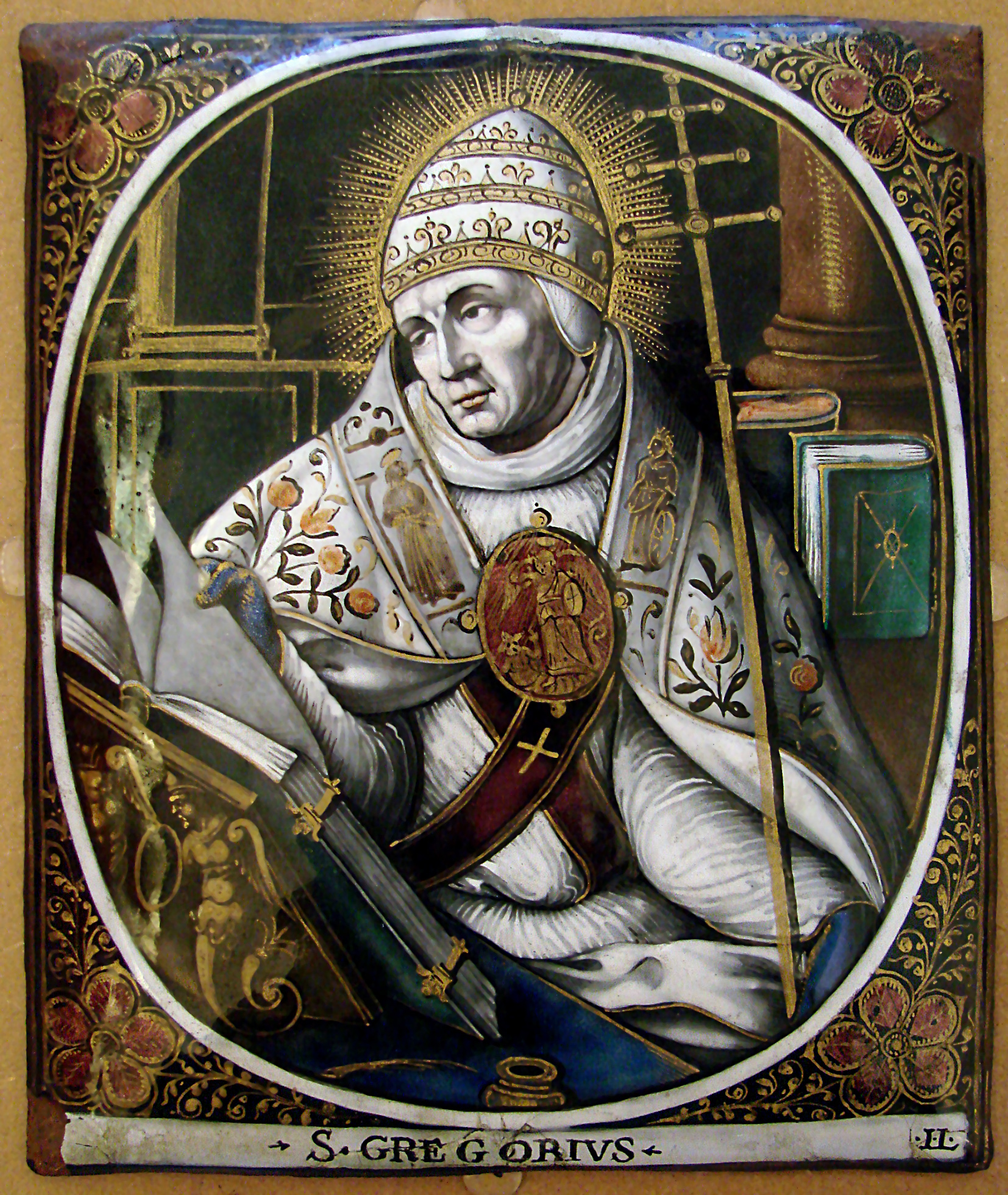
St Grégoire de Pierre II Nouailher (musée de Châlons-en-Champagne).
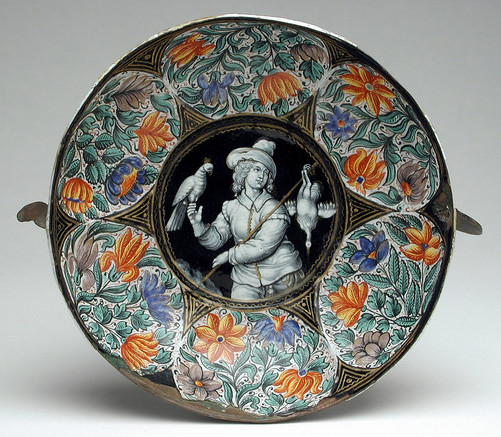
Coupe de Jacques Laudin (1660, Musée d'Art du comté de Los Angeles).
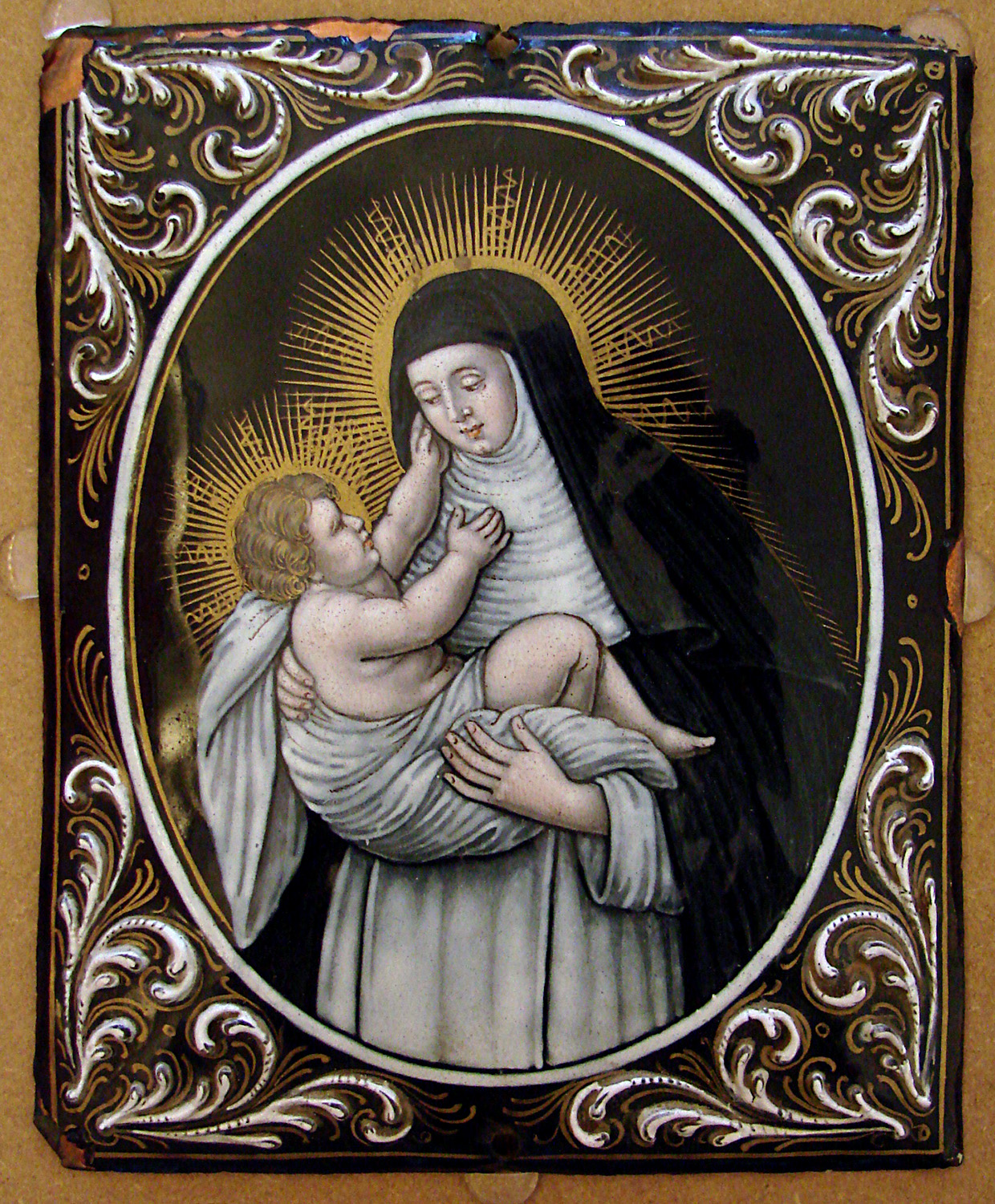
Ste Rose de Lima par Noël II Laudin (musée de Châlons-en-Champagne).
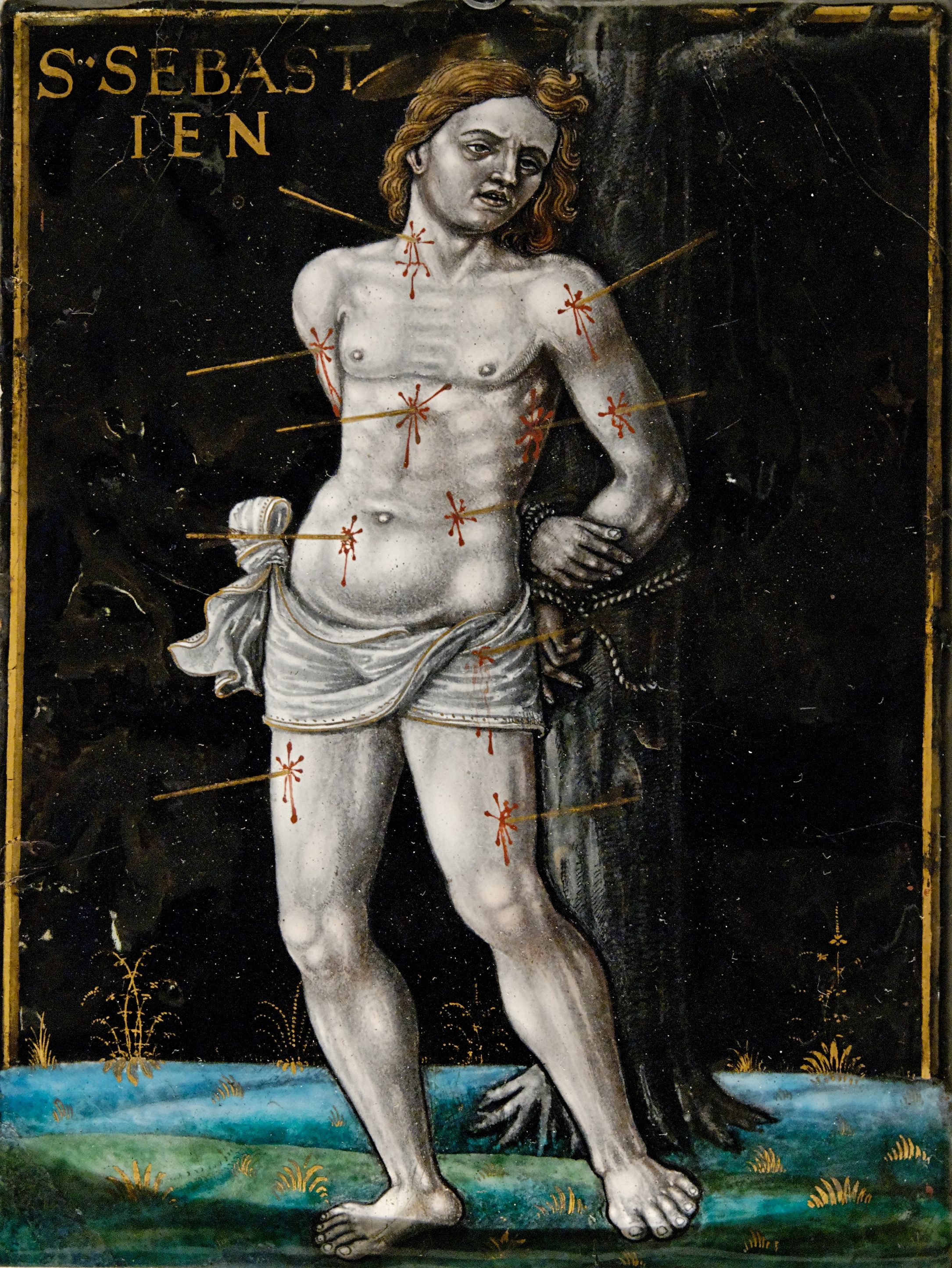
St Sébastien par Jean Ier Limosin (début XVIIe siècle, Musée des Beaux-Arts de Lyon).
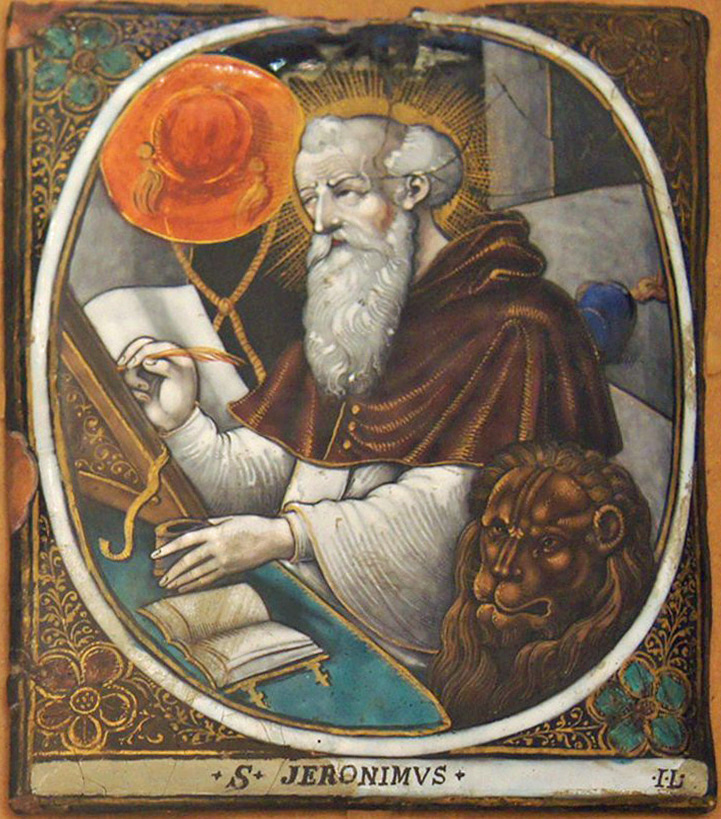
St Jérôme par Jacques Ier Laudin (1663, musée de Châlons-en-Champagne).
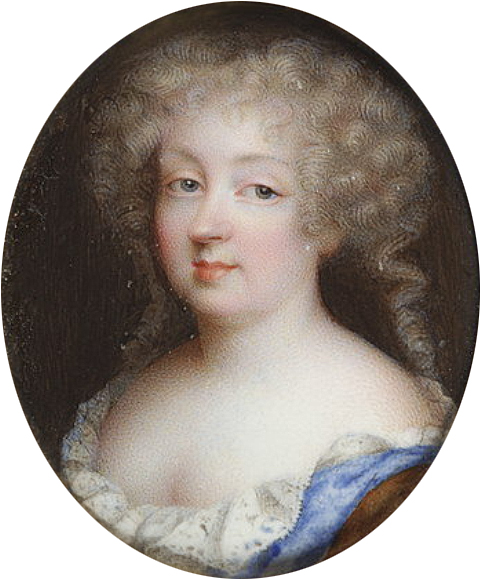
Marie-Jeanne-Baptiste de Savoie par Jean Petitot (fin XVIIe siècle, Musée du Louvre).

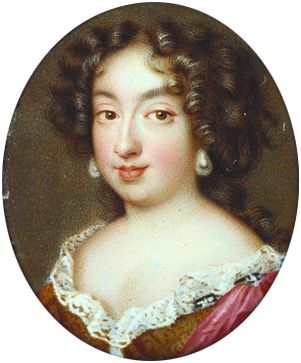
Marie Anne Victoire de Bavière, Dauphine de France par Jean Petitot (1685, Royal Collection).

Faisant suite aux troubles politico-religieux de fin du XVIe siècle et au ralentissement brutal du nombre d'artistes et du nombre de commandes et d'œuvres réalisées, les années 1620-1630 paraissent beaucoup plus fastes. Le retour, même lent, de la paix civile et la vitalité de l'église catholique, lancée dans une vigoureuse contre-réforme marquée par la création d'ordres religieux, semblent avoir permis une activité accrue dans tous les domaines artistiques dont la production de l'émail de Limoges. Au début du XVIIe siècle, la production redevient importante quantitativement, mais elle n'atteint plus qu'exceptionnellement les niveaux de qualité et d'inventivité du siècle précédent : elle s'adresse alors à une clientèle moins aristocratique.
Les émailleurs cherchent encore de nouveaux procédés. Des formes nouvelles apparaissent telles que les coupes godronnées, les gobelets, les bénitiers ou encore les plaques de bourses. C'est à Jacques Nouailher que l'on doit l'idée de modeler en relief d'émail, figures et décor. Pour cela il utilise des moules gravés en cuivre ou en plomb. À l'intérieur des creux, il disposait la pâte d'émail opaque blanc et interposait une feuille d'or très mince. La cuisson permettait d'obtenir « une figure en ronde-bosse » pouvant recevoir des émaux colorés plus ou moins opaques cuits en même temps que le fondant. À la même époque, les Laudin réalisent des objets, notamment des coupelles polylobées où ils associent des techniques différentes. Cette technique est alors utilisée dans la seconde moitié du XVIIe siècle pour orner les objets en relief. Le fond interne et externe est occupé par des grisailles. Les bords internes associent fonds noirs et émaux polychromes sur paillons tandis que les bords externes sont décorés de fleurs et de feuillages traités en couleurs opaques rouges, bleues, vertes sur fond blanc ou inverse.
En 1632, Jean Toutin de Châteaudun initie la création d'émaux de bijouterie : véritable révolution technique, ces émaux opaques posés sur l'or permettent d'obtenir des effets proches de ceux de la peinture. Cette nouvelle production se concentre surtout sur les portraits en miniature. Les artistes huguenots Jean Petitot (1607-1691) et son associé Jacques Bordier reprennent à leur compte cette nouvelle technique, créant par là des œuvres remarquables en transférant sur l'or les procédés déjà employés par les émailleurs sur cuivre. Jean Petitot faisait les figures et Jacques Bordier, les cheveux et les draperies.
Les innovations techniques propres à cette époque sont telles qu'à la fin du XVIIe siècle, la peinture en émail n’est plus un art décoratif mais une branche des Beaux-Arts, pouvant se rapprocher de la peinture. Les scènes historiées occupent alors moins de place et le vocabulaire ornemental est plus souvent d'inspiration florale, dans une palette souvent claire, influencée par la faïence. Si la production reste importante durant tout le siècle, le métier d'émailleur n'en reste pas moins fragile et plus sensible aux effets de mode que ne le sont les orfèvres. En effet, un moindre intérêt pour les émaux et une transformation des goûts mettent en danger des familles d'émailleurs obligées de se détourner de ce métier. C'est ainsi que le nombre d'émailleurs s'effondre à la fin du XVIIe siècle et surtout au siècle suivant. Les sources historiques de Limoges permettent pourtant de suivre jusqu'à l'aube de la Révolution l'activité de plusieurs dynasties d'émailleurs, en premier lieu les Laudin et les Nouailher.
La seconde moitié du XVIIIe siècle est marquée par l'apparition des décors en relief de style Rocaille. Dans le contexte religieux de l'époque, l'émail se fait volontiers le support d'une iconographie inspirée par la Réforme catholique. Les initiales et les signatures figurées sur les pièces apparaissent dès lors généralement en or sur un émail sombre. Si tout au long du XVIIIe siècle, la réputation de Limoges, « ville où l'on y travaille très bien l'émail », perdure dans les portraits de la cité, elle perd peu à peu la quasi-totalité de ses émailleurs, la Révolution provoquant la disparition de l'art de l'émail pour quelques décennies.

### L'époque contemporaine (depuis 1792)

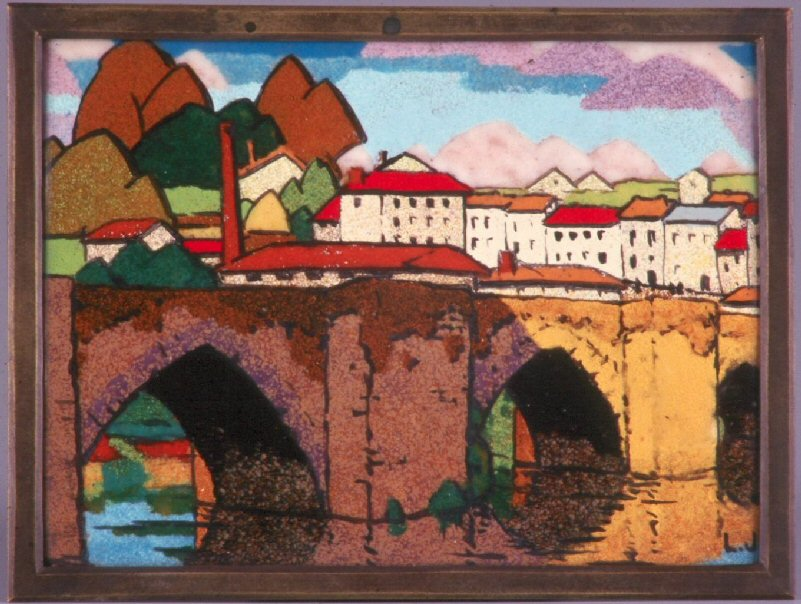
Le pont Saint-Étienne par Léon Jouhaud (Musée des Beaux-Arts de Limoges).

À la suite de la Révolution, alors que l'art de l'émail disparaît à Limoges pour quelques décennies, il devient rapidement l'objet d'un vif intérêt historique. À cette période le Moyen Âge et la Renaissance sont redécouverts et l'on se passionne notamment pour les objets d'art. La redécouverte des techniques de l’émail dès le milieu du XIXe siècle à la manufacture de Sèvres, puis à Limoges, donne lieu à des créations intéressantes dans des styles divers (coupe couverte, par Gobert ; Plat au faisan, Hallebardier par Fernand Thesmar ; Coffret à la joueuse de mandoline par Charles Lepec…).
Dès la fin du XIXe siècle, de nombreux ateliers fonctionnent à nouveau à Limoges. Certains artistes cherchent à renouveler la production traditionnelle (Paul Bonnaud, Jules Sarlandie, Alexandre Marty, etc.) ou produisent une œuvre tout à fait originale et personnelle (Léon Jouhaud). Nombre de ces créateurs, à l’instar de l’atelier de Camille Fauré, d'Henriette Marty, prennent le tournant de l’Art Déco. À partir du milieu du XXe siècle, les deux Limougeauds Roger Duban et Christian Christel réalisent des tableaux en relief, des sculptures et des formes qui évoquent parfois l'univers de Vasarely. Christian Christel invente ses propres couleurs. On parle à Limoges, des rouges, des bleus ou des verts Christel.
Les émaux produits depuis le milieu du XXe siècle, à Limoges et dans le monde, sont souvent présentés lors des biennales internationales qui se sont tenues à Limoges, entre 1971 et 1994. En 2022, un nouvel événement d'ampleur est organisé à Limoges et dans quatre villes proches (Saint-Yrieix-la-Perche, Bellac, Solignac et Rochechouart) à l'initiative du Syndicat professionnel des émailleurs français (SPEF). Baptisée « Impertinente, la Rencontre émail & métal », cette manifestation comprend douze expositions, une centaine de créateurs et de nombreuses œuvres contemporaines.

## Émailleurs célèbres

### Moyen Âge
- Maître Alpais

### Le Style LouisXII(1495-1525/1530)[7]
Les artistes de cette époque sont souvent demeurés anonymes et portent des noms de convention comme le maître du Triptyque de Louis XII, le Pseudo-monvaerni, le Maître du triptyque d'Orléans ou encore le Maître aux grands fronts. Mais la présence d'archives et d'œuvres signées dès le début du XVIe siècle permet ensuite l'étude des émailleurs de Limoges postérieurs en les groupant par famille. La plus ancienne dynastie d'émailleurs limousins connue pour la période est celle des Pénicaud. Son créateur, Nardon (prononcé Nardou, abréviation occitane de Léonard), attesté dans les archives de la ville de Limoges entre 1470 et sa mort en 1541, est le premier émailleur à signer ses œuvres à partir de 1503.

### La Renaissance (1515/1530 - début duXVIIesiècle)[11]
- Léonard Limosin (1505-1577), introduit par l'évêque de Limoges Jean de Langeac à la Cour de France vers 1535, travaille pour François Ier et Henri II, et pour de grands personnages comme le connétable de Montmorency[4].
- Pierre Reymond
- Pierre Courteys
- La famille Pénicaud : Jean Ier, dit l’Ancien, a travaillé dans le premier tiers du XVIe siècle et sa production se caractérise par l’emploi abondant du paillon. Jean II ou Pénicaud le Jeune a surtout fait des grisailles d’un dessin très fin. Il connaît particulièrement l’art des demi-teintes. À la fin du XVIe siècle, Jean III est un excellent dessinateur et un coloriste habile ; ses émaux ressemblent à de la véritable peinture[3].
- Jean Court dit Vergier[3]
- Grégoire Miette
- Colin Nouailher
- Le Maître de l'Énéide
- Martin Didier dit Pape

### L'époque classique (début duXVIIesiècle- 1792)
- Jean Toutin
- Jean Ier et Joseph Limosin
- Les artistes huguenots, Jean Petitot (1607-1691) et son associé Jacques Bordier
- La famille des Laudin s'est particulièrement illustrée au XVIIe siècle. Nicolas Laudin puis Noël Laudin qui transmet son atelier à ses fils Nicolas et Jacques Ier Laudin, repris ensuite par Jacques II Laudin, le petit-fils.
- Les Nouailher dont Jean Nouailher est le plus important.
- Les Naudin marquent les XVIIe et XVIIIe siècles avec des œuvres aux thèmes essentiellement religieux dans l'esprit de la Contre-Réforme.

### L'époque contemporaine (depuis 1792)
- Charles Lepec (1830?-après 1880)
- André-Fernand Thesmar (1843-1912)
- Ernest Blancher (1855-1935)
- Antoine Soustre (1860?-1945?)
- Jules Sarlandie (1874-1936)
- Léon Jouhaud (1874-1950)
- Paul Bonnaud (1873-1953)
- Camille Fauré (1874-1956)
- Raymonde Mathieu
- Jeanne Soubourou (1879-1968)
- Jean Serrière (1893-1968)
- Georges Magadoux (1909-1983)
- Jean Bétourné (1919-2008)
- Alexandre Marty (1876-1943), et à partir de 1924 sa fille Henriette (1902-1996)
- Roger Duban
- Christian Christel (né en 1926) et son fils Pierre Christel.
- Dominique Gilbert

## Les collections en France

### Le Moyen Âge
- Paris, Musée du Louvre ;
- Paris, Musée de Cluny ;
- Limoges, Musée des Beaux-Arts - Palais de l'Évêché ;
- Guéret, Musée de la Sénatorerie (châsse de Malval) ;
- Poitiers, Musée Sainte-Croix ;
- Nantes, Musée Dobrée.
- Clermont-Ferrand, Musée d'Art Roger-Quilliot .

De nombreux trésors d'églises en France, notamment en Limousin et Auvergne, conservent des champlevés limousins.

### Le Style LouisXIIet la Renaissance
- Musée du Louvre ;
- Musée national de la Renaissance à Écouen ;
- Musée des Beaux-Arts - Palais de l'Évêché de Limoges ;
- Musée du Petit Palais ;
- Musée des Beaux-Arts de Chartres ;
- Clermont-Ferrand, Musée d'Art Roger-Quilliot ;
- Musée d'Art et d'Archéologie du Périgord, Périgueux ;

Plusieurs émaux peints de Limoges peuvent également être vus aux Musées du Vatican.